# Schwalm-Eder-Kreis
Der Schwalm-Eder-Kreis ist eine Gebietskörperschaft mit 180.071 Einwohnern (31. Dezember 2024) im Regierungsbezirk Kassel (Nordhessen). Die Kreisstadt ist Homberg (Efze). Flächenmäßig ist er der zweitgrößte Landkreis Hessens nach dem Landkreis Waldeck-Frankenberg. Er wurde 1974 im Rahmen der Gebietsreform in Hessen aus den Altkreisen Fritzlar-Homberg, Melsungen und Ziegenhain (letzterer außer der damaligen Gemeinde Mengsberg) sowie der Stadt Züschen aus dem ehemaligen Landkreis Waldeck gebildet.
Der Kreis enthält Teile des Knüllgebirges und des Kellerwalds und wird von der Westhessischen Senke mit ihren fruchtbaren Böden durchzogen. Die namensgebenden Flüsse Schwalm und Eder durchfließen ihn.
Der Schwalm-Eder-Kreis liegt im historischen Siedlungsgebiet der Chatten. Sein Nordteil war als Gaugrafschaft Maden die Keimzelle der Landgrafschaft Hessen, sein Südteil jahrhundertelang bis 1450 die selbständige Grafschaft Ziegenhain. Im Mittelalter war die Region von den Auseinandersetzungen zwischen Kurmainz und der Landgrafschaft Hessen gekennzeichnet.

## Geographie

### Lage
Der Schwalm-Eder-Kreis liegt im Norden Hessens und ist mit einer Fläche von 1.539,00 Quadratkilometern der zweitgrößte Landkreis des Landes nach dem benachbarten Landkreis Waldeck-Frankenberg. Das entspricht etwa 7,3 Prozent der hessischen Landesfläche.

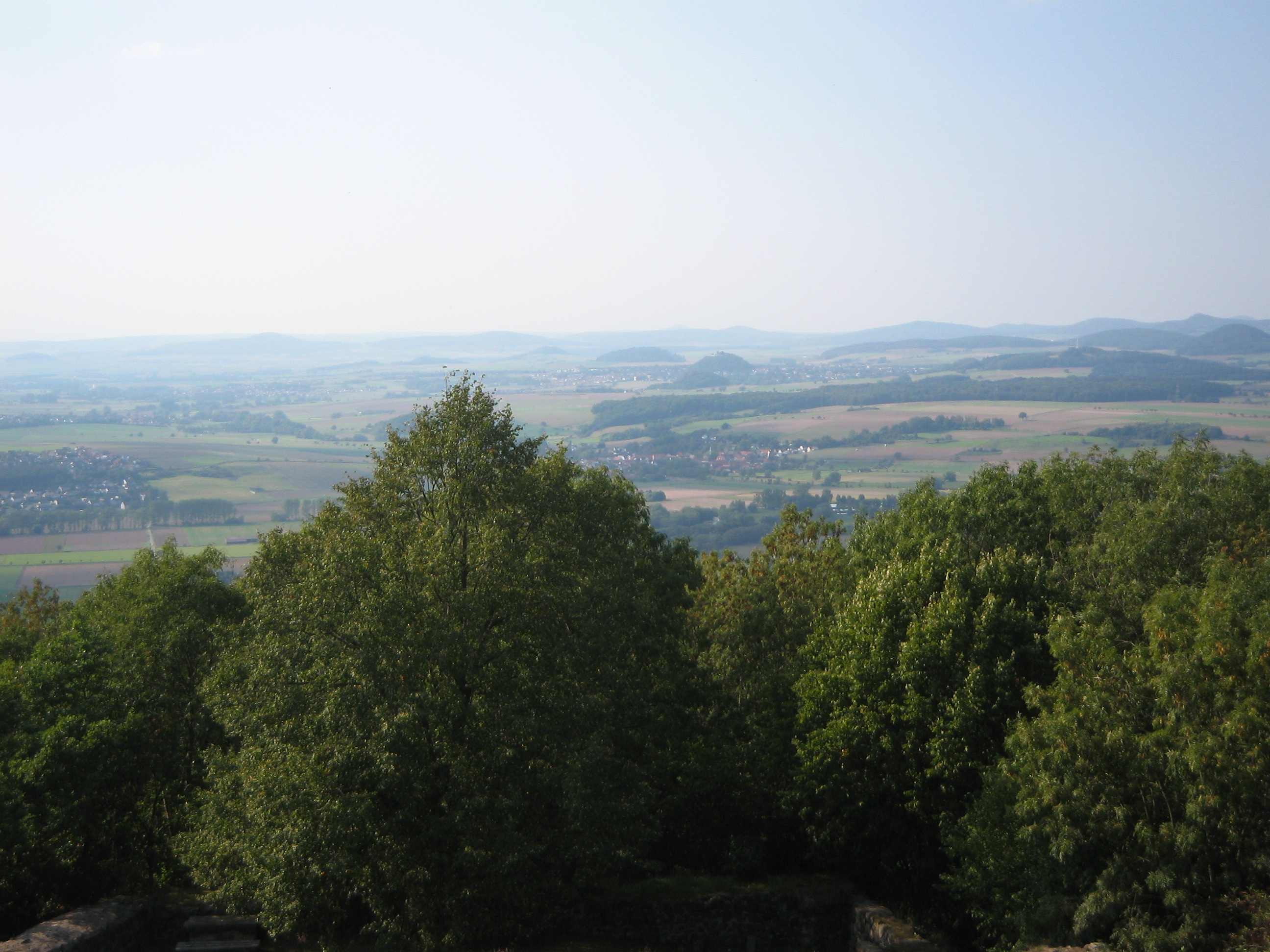
Blick vom Heiligenberg bei Gensungen nach Westen über die typische, agrarisch geprägte Hügellandschaft des Chattengaus

Naturräumlich lässt sich der Landkreis grob in drei Gebiete einteilen. Das Zentrum durchzieht in einer etwa zehn Kilometer breiten Schneise die Westhessische Senke, die sich hessenweit von Bad Karlshafen bis zum Vogelsberg erstreckt. Das Gelände in der Senke ist von einer aus flachen Schwellen und Rücken bestehenden Hügellandschaft geprägt, nur in den Flussniederungen von Schwalm, Eder und Fulda ist es eben. Im nördlichen Teil erheben sich eine Anzahl von Basaltkegeln. Westlich der Senke befindet sich das Westhessische Bergland, das von bewaldeten Bergkuppen bestimmt wird. Dazu gehören allerdings nur Teile der Gemeinden Bad Zwesten, Jesberg und Gilserberg, denn dieser Naturraum erstreckt sich mehrheitlich über den Landkreis Waldeck-Frankenberg. Östlich der Senke befindet sich das Osthessische Bergland, das fast die Hälfte des Kreisgebietes umfasst. Dazu gehören das markante Mittelgebirge des Knülls und dessen Ausläufer, die sich über das Gebiet von acht Städten und Gemeinden des Landkreises erstrecken.
Die höchste Erhebung des Landkreises ist mit 675,3 m ü. NN der Wüstegarten im Kellerwald bei Jesberg an der Kreisgrenze zu Waldeck-Frankenberg. Der niedrigste Punkt befindet sich mit 140 m ü. NN an der Fulda in der Gemeinde Guxhagen im Norden des Kreises.

### Nachbarkreise
Der Schwalm-Eder-Kreis grenzt im Uhrzeigersinn im Norden beginnend an die Landkreise Kassel, Werra-Meißner-Kreis, Hersfeld-Rotenburg, Vogelsbergkreis, Marburg-Biedenkopf und Waldeck-Frankenberg.

### Geologie

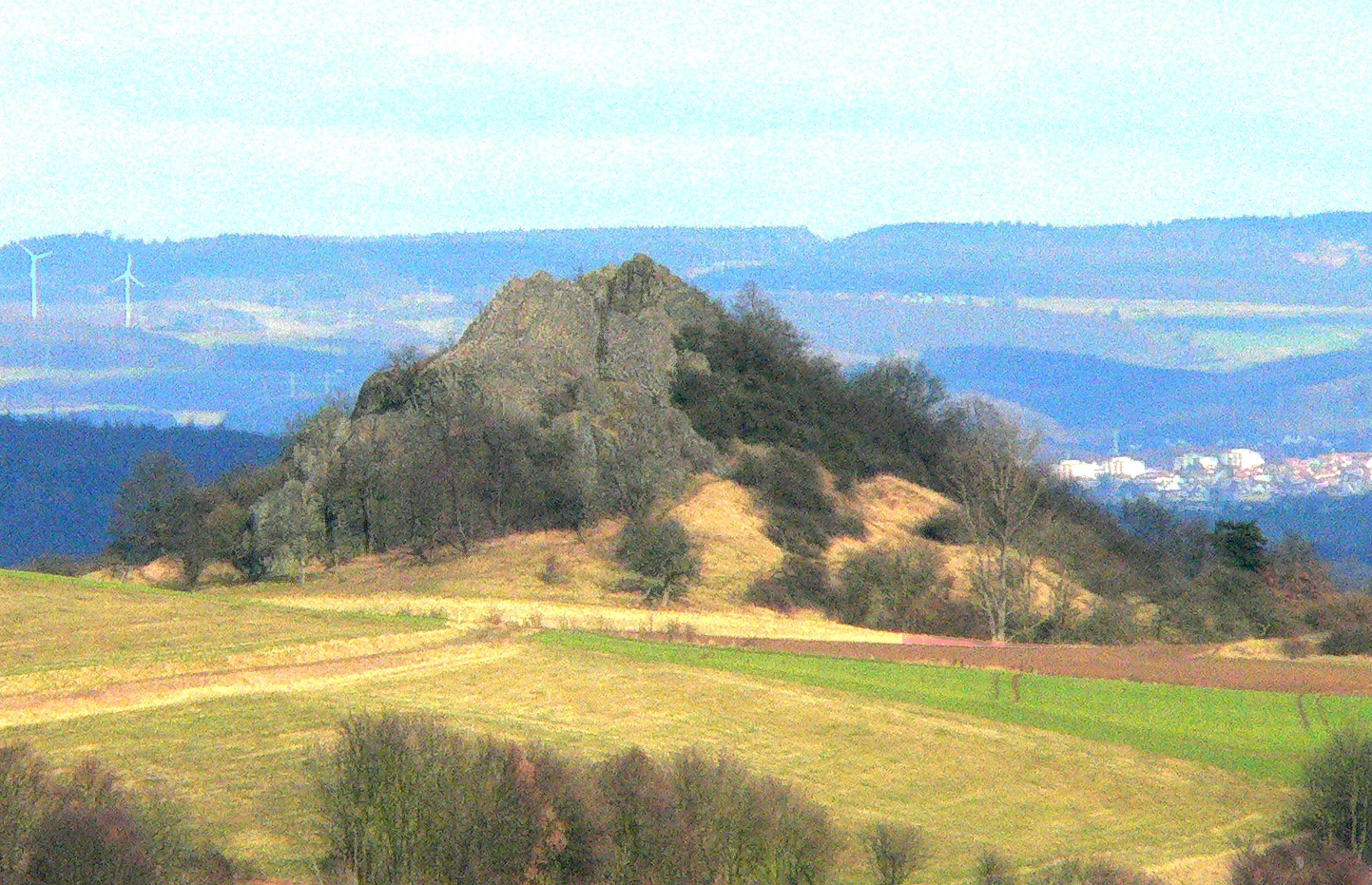
Der Scharfenstein, ein Basaltkegel bei Gudensberg

Im östlich gelegenen Knüllgebirge und im westlichen Teil des Kreises bei Gilserberg dominieren im älteren Trias entstandene Formationen des Mittleren Buntsandsteins. Unterer Buntsandstein kommt hingegen nur lokal vor. Die Verwitterungsböden beider Gesteine sind allgemein sauer bis schwach basenhaltig und nährstoffarm. Der überwiegende Teil dieser Böden ist von Wald bedeckt.
Im Raum Fritzlar lassen sich jüngere Vorkommen des Oberen Buntsandsteins finden, der wegen seiner rötlichen Farbe auch Röt-Formation genannt wird. Diese Vorkommen bilden feinkörnige, tonig-schluffige Böden mit unterschiedlichen Kalkgehalten und plattig-tonigen Mergeln mit trockenen Standortverhältnissen. Bei Ottrau, Oberaula und Gilserberg gibt es zudem kleinere Kalkvorkommen.
In der Gudensberger Kuppenschwelle und im Knüll ragen Basaltkegel aus dem Boden. Diese verstreuten Basaltdurchbrüche sind auf vulkanische Tätigkeit im Tertiär zurückzuführen. Die Verwitterungsböden sind nährstoffreicher als die des Buntsandsteins und höher basengesättigt. Wegen der Höhenlage, der steilen Hänge und des hohen Steingehalts im Boden des Knüllgebirges wird das dortige Land meist nicht landwirtschaftlich genutzt. In der Regel sind sie bewaldet oder bilden Felsen und Blockfelder.
In der Westhessischen Senke sind für den Schwalm-Eder-Kreis zwei Gebiete auszumachen. Im nördlichen Teil des Kreises treten mesozoische Gesteine an die Oberfläche, ähnlich wie die Basaltdurchbrüche im Knüllgebirge. Im südlicher gelegenen Hessengau hingegen herrschen tertiäre Sedimente mit Sand-, Kies- und Tonlagen vor, in die bei Borken ergiebige Braunkohlevorkommen eingelagert sind. Die Senke wird auch von großen Lössablagerungen bestimmt. Sie sind im Pleistozän durch Windeinwirkung entstanden und haben sich an vielen Stellen in unterschiedlich starken Schichten ab- und umgelagert. Diese Ablagerungen bilden meist landwirtschaftlich ertragreiche Böden. Die jüngsten Ablagerungen der Quartärformation bestehen in der Regel aus Sanden bis Lehmen mit unterschiedlichen Kies- und Steingehalten. Sie lagern in den Talauen und werden bis heute durch Fluss- und Bachdynamik sowie Starkregenfälle angeschwemmt und umgelagert. Die Verwitterungsböden können fruchtbare Auenböden und bei hohen Wasserständen Gleye oder bei sandig-kiesigem Substrat trockene Standorte bilden.

### Flüsse und Gewässer

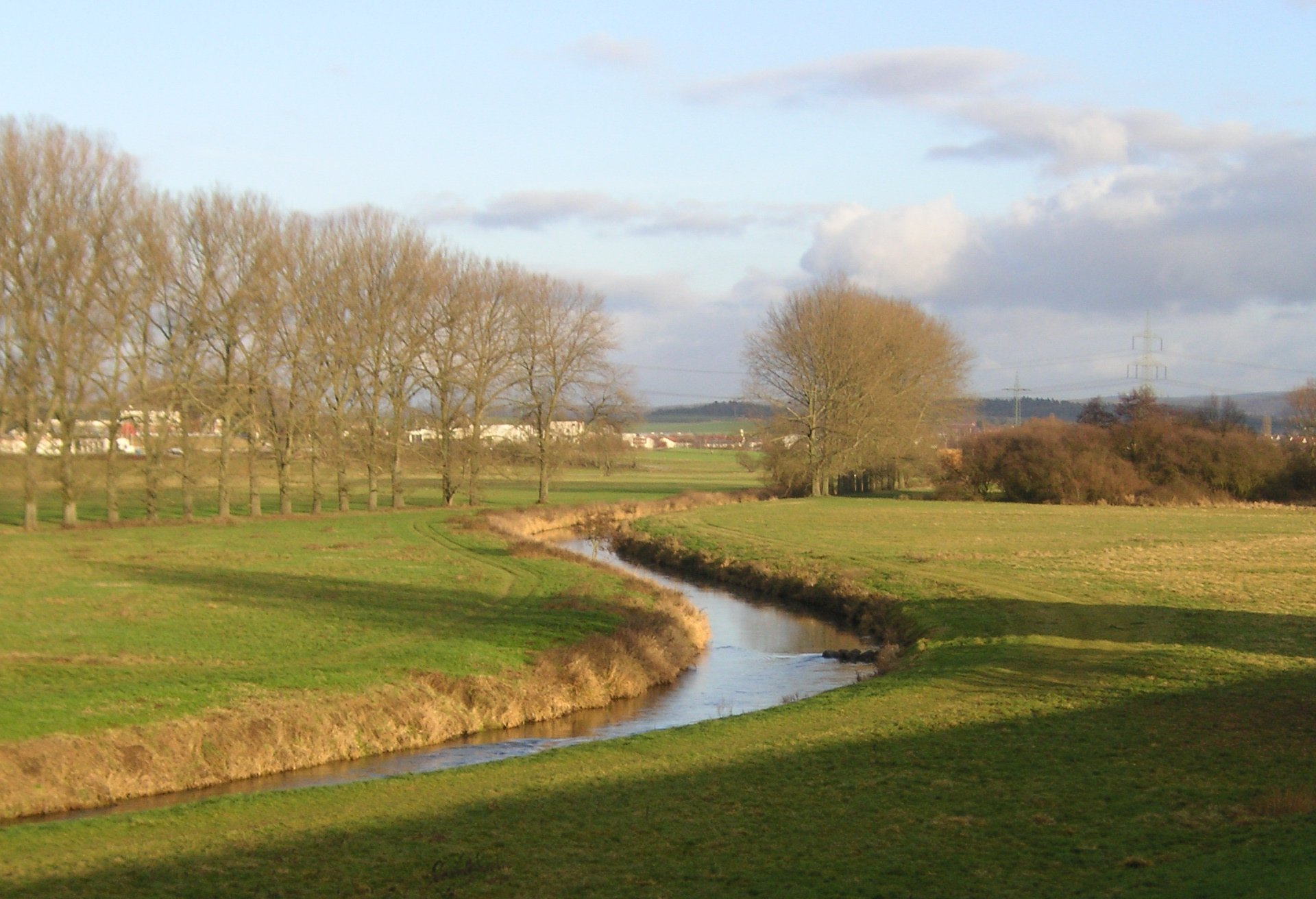
Die Schwalm durchfließt das Hochwasserrückhaltebecken Treysa-Ziegenhain.

Die größten Flüsse des Landkreises sind Schwalm, Eder und Fulda. Die Schwalm, die der Landschaft Schwalm den Namen gab, entspringt im Vogelsberg südlich der Kreisgrenze, durchfließt ihn in Süd-Nord-Richtung und mündet bei Rhünda in die Eder. Die Eder hat ihre Quelle im Rothaargebirge in Nordrhein-Westfalen, verläuft im Norden des Kreises in West-Ost-Richtung und mündet bei Grifte in die Fulda. Die Fulda durchfließt aus der Rhön kommend den Nordosten des Landkreises. Die Fließgewässer des Landkreises gehören fast vollständig zum Wassereinzugsgebiet der Weser. Die Wasserscheide befindet sich im Raum Gilserberg, von wo der Josbach über Ohm und Lahn in den Rhein fließt.
Entlang der Schwalm kommt es besonders während der Schneeschmelze immer wieder zu Hochwasser. Nach einem verheerenden Hochwasser im Dezember 1960 wurde zwischen 1967 und 1972 das Hochwasserrückhaltebecken Treysa-Ziegenhain gebaut. Geplante ähnliche Rückhaltebecken bei Wallenstein und im Gilsatal scheiterten an den ungünstigen geologischen Verhältnissen und an der Finanzierung.
Die stehenden Gewässer sind künstlich entstanden. Ihre Gruben dienten vorher dem Abbau von Kies, Sand, Braunkohle oder anderen Rohstoffen. Die meisten Seen im Kreisgebiet gibt es im Borkener Seenland. Dort befindet sich mit dem Borkener See auch der größte See des Landkreises. Beliebte Badeseen sind die Stockelache, der Neuenhainer See und der Silbersee; alle drei verfügten bei Messungen der vergangenen Jahre stets über eine ausgezeichnete Wasserqualität.

### Gemeinden
| Stadt                                        | Einwohner |
| -------------------------------------------- | --------- |
| Borken (Hessen)                              | 12.268    |
| Felsberg                                     | 10.535    |
| Fritzlar, Dom- und Kaiserstadt               | 14.493    |
| Gudensberg                                   | 09.925    |
| Homberg (Efze), Reformationsstadt Kreisstadt | 14.703    |
| Melsungen                                    | 13.994    |
| Neukirchen                                   | 06.782    |
| Niedenstein                                  | 05.570    |
| Schwalmstadt, Konfirmationsstadt             | 18.420    |
| Schwarzenborn                                | 01.086    |
| Spangenberg, Liebenbachstadt                 | 05.967    |

| Gemeinde                  | Einwohner |
| ------------------------- | --------- |
| Bad Zwesten               | 3.941     |
| Edermünde                 | 7.371     |
| Frielendorf, Marktflecken | 7.114     |
| Gilserberg                | 2.859     |
| Guxhagen                  | 5.347     |
| Jesberg                   | 2.084     |
| Knüllwald                 | 4.443     |
| Körle                     | 3.119     |
| Malsfeld                  | 3.698     |
| Morschen                  | 3.109     |
| Neuental                  | 3.018     |
| Oberaula                  | 3.251     |
| Ottrau                    | 2.207     |
| Schrecksbach              | 2.938     |
| Wabern                    | 7.262     |
| Willingshausen            | 4.567     |

### Naturschutzgebiete

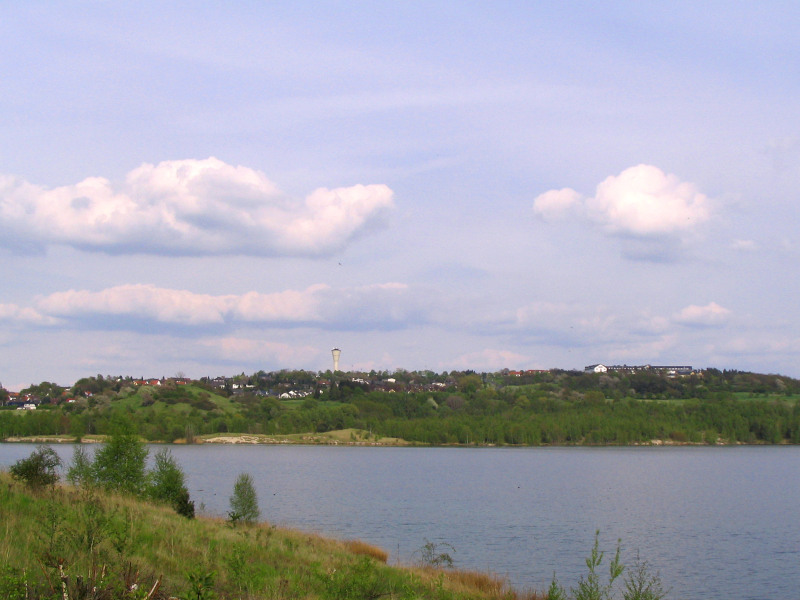
Der Borkener See bildet mit 332 Hektar das größte Naturschutzgebiet des Schwalm-Eder-Kreises.

Auf dem Gebiet des Schwalm-Eder-Kreises befinden sich 34 Naturschutzgebiete. Das älteste und kleinste ist mit 2,36 Hektar der Eichelskopf bei Homberg/Efze, dessen bedeutendster Teil ein ehemaliges Tuffbruchgelände ist. Der Borkener See ist mit 332 Hektar das bei weitem größte Gebiet des Landkreises. Die Ausweisung von Naturschutzgebieten setzte erst nach Bildung des Kreises ein. Die meisten Gebiete dienen dem Schutz von Fließgewässern mit ihren Auen sowie von Teichen und Seen. Trockenbiotope treten dagegen aufgrund der geologischen Gegebenheiten in den Hintergrund. Im westlichen Teil des Kreises befindet sich ein Teil des Naturparks Kellerwald-Edersee, dessen südlichster Punkt bei Gilserberg liegt und östlichster Punkt in der Nähe Bad Zwestens. Im Südosten des Kreises liegt der bis in den Kreis Hersfeld-Rotenburg reichende Naturpark Knüll.
Wie viele andere Naturschutzgebiete im Schwalm-Eder-Kreis geht die Entstehung des Borkener Sees auf den eingestellten Bergbau in der Region zurück. Er entstand durch Quellschüttungen und Oberflächenwasser, nachdem ab 1980 das Grundwasser nicht mehr abgepumpt wurde. Der Goldbergsee bei Ostheim entstand ebenfalls aus einer Braunkohlegrube und beherbergt neben verschiedenen Pflanzengesellschaften auch Brut- und Rastplätze für Wasservögel. Die Kiesteiche Altenburg in Felsberg, der Reiherteich bei Böddiger, die Ederauen bei Obermöllrich und die Schlämmteiche bei Geismar waren früher Kiesgruben und dienen heute dem Vogel- und Pflanzenschutz.
Gebiete, die bedrohte Vegetation schützen, enthalten Feucht- und Frischwiesen sowie Schilfflächen und Waldstücke. Dazu gehören der Flachsrasen bei Dittershausen, die Rohrerlen bei Werkel, die Aue bei Malsfeld und das Tal des Ohe- und Hümerbaches bei Großropperhausen. Dort befinden sich alte Weiden- und Erlenbestände, Eschen-Mischwald, Eichen-Hainbuchen und Buchen-Laubmischwälder.

## Geschichte

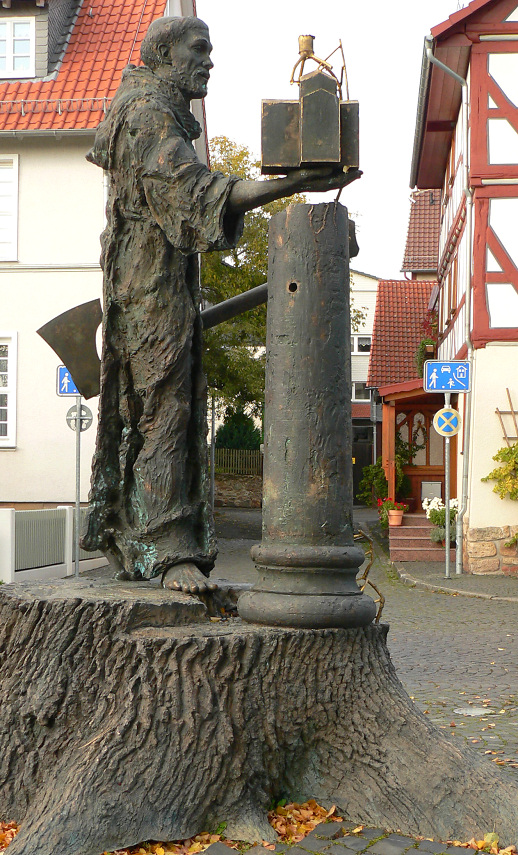
Bonifatius-Denkmal vor dem Dom in Fritzlar

### Vorgeschichte und Mittelalter
Zahlreiche Funde aus der Steinzeit deuten darauf hin, dass das heutige Kreisgebiet schon in vorgeschichtlicher Zeit besiedelt war. Um die heutigen Kleinstädte Felsberg, Fritzlar, Gudensberg und Niedenstein befand sich das Kerngebiet der Chatten, daher trägt die Region auch den Namen Chattengau. Die größte Fliehburg der Chatten dürfte die Altenburg bei Niedenstein gewesen sein, die etwa ab 2000 v. Chr. besiedelt wurde. Funde von Goldmünzen, Bronzegegenständen und Glaserzeugnissen sprechen dafür, dass das Oppidum ein wichtiger regionaler Handelsplatz war. Die datierbaren Funde hören kurz vor der Zeitenwende auf. Möglicherweise wurde die Anlage im Laufe des Rachefeldzuges des römischen Feldherrn Germanicus gegen die Chatten 15 n. Chr. aufgegeben oder zerstört. Tacitus berichtet, dass der Hauptort der Chatten, Mattium, niedergebrannt wurde, und dass die Römer zuvor die Eder nach Norden überquert hatten. Bis heute ist unklar, wo dieser Ort lag. Einige Historiker nehmen daher an, dass es sich bei Mattium nicht um eine begrenzte Örtlichkeit, sondern um ein größeres Gebiet handelt, das aus diversen Einzelgehöften und Fliehburgen mit Ringwällen bestand. Die Altenburg wäre demnach ein Glied einer Ringwallkette gewesen, die möglicherweise die Ebene von Maden, mit der Mader Heide, und den Niedensteiner Stadtteil Metze umfasste. In diesen Gebiet befanden sich die wichtigsten religiösen, politischen und rechtlichen Stätten der Chatten.
Laut der Vita Sancti Bonifatii des Willibald von Mainz fällte der angelsächsische Missionar und Kirchenorganisator Bonifatius im Jahr 723 n. Chr. bei Fritzlar einen dem germanischen Gott Donar (Thor) geweihten Baum, die Donareiche. Aus ihrem Holz ließ er eine Kapelle errichten, an deren Stelle heute der Fritzlarer Dom steht. Das mit der Kapelle verbundene Kloster und die westlich davon gelegene Königspfalz, die Karl der Große 775 erbauen ließ, verschafften Fritzlar eine bedeutende Stellung im karolingischen Reich. In den folgenden Jahrhunderten kam es zu zahlreichen Königs- und Kaiserbesuchen sowie zu Reichs- und Kirchenversammlungen. 919 wurde der sächsische Herzog Heinrich in Fritzlar zum König gewählt.
Die bisher königseigene Stadt Fritzlar kam ab etwa 1066 durch mehrere Schenkungen des Kaisers Heinrich IV. an das Erzstift Mainz. Zwar blieb die Stadt bis weit ins 13. Jahrhundert die wichtigste Stadt Niederhessens, wurde dann aber allmählich von den landgräflichen Residenzstädten Marburg und Kassel abgelöst. Der wachsende weltliche Einfluss des Erzbistums in der Region sorgte vom 13. bis ins 15. Jahrhundert für ständige Fehden zwischen Kurmainz und den Landgrafen von Hessen um die territoriale Vorherrschaft. Der Sieg des Landgrafen im entscheidenden Mainzisch-Hessischen Krieg von 1427 beendete die Mainzer Ambitionen in Ober- und Niederhessen. Fritzlar war nun fast ganz von hessischem Gebiet umschlossen. Die Stadt wurde erst 1803 mit dem Reichsdeputationshauptschluss hessisch.
Im Südteil des Kreises gelang es den Grafen von Ziegenhain im 12. Jahrhundert, sich auf der Grundlage von Fuldaer und Hersfelder Vogteirechten eine geographisch geschlossene Herrschaft aufzubauen. Die strategische Lage zwischen Ober- und Niederhessen und zwischen Mainz und Hessen zwang die Grafen zu geschicktem Lavieren in den Auseinandersetzungen zwischen den Landgrafen und Kurmainz. In den 1370er Jahren war Gottfried VIII. von Ziegenhain einer der führenden Gegner des Landgrafen im Sternerkrieg, in dessen Verlauf Schwarzenborn und Neukirchen niedergebrannt wurden. Mit dem erbenlosen Tod des letzten Grafen von Ziegenhain, Johann II. im Jahre 1450 fiel seine Grafschaft an Hessen.
1469 kam es nach Erbstreitigkeiten zwischen den Landgrafen-Brüdern Heinrich III. von Oberhessen und Ludwig II. von Niederhessen zum Hessischen Bruderkrieg, bei dem Borken und wiederum Schwarzenborn niedergebrannt sowie die Burg Jesberg zerstört wurden. Der Konflikt wurde im Folgejahr auf einem Landtag am Spieß beigelegt.

### Reformation und Dreißigjähriger Krieg

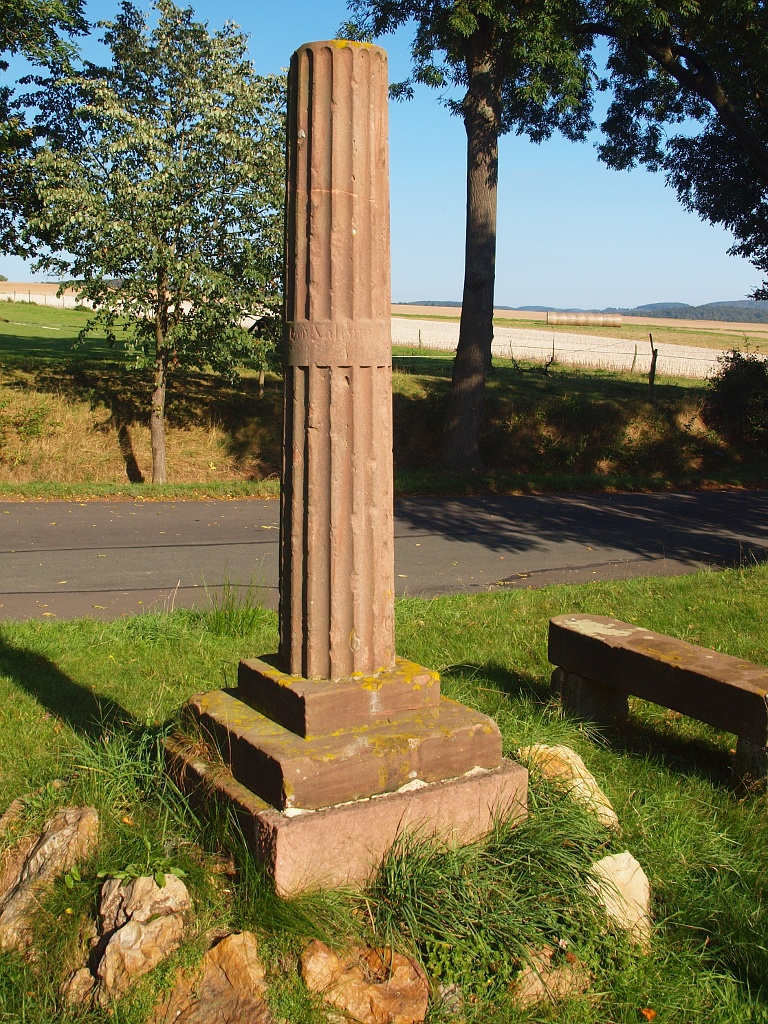
Steinsäule bei Riebelsdorf zu Ehren des Veltin Muhly, Kommandant der Ziegenhainer Bürgerwehr

1526 berief der hessische Landgraf Philipp I. in der Homberger Stadtkirche St. Marien die Homberger Synode ein. Der Reformator Franz Lambert von Avignon legte seine Thesen vor, woraufhin die Reformation in der Landgrafschaft eingeführt wurde. Die Klöster und Stifte wurden säkularisiert. Die Fritzlarer Stifte und Klöster waren die einzigen im heutigen Kreisgebiet, die bestehen blieben, weil die Stadt zum Erzstift Mainz gehörte.
Ab 1618 wütete der Dreißigjährige Krieg. Die meisten Orte im heutigen Landkreis waren vom Krieg durch Truppendurchzüge, Kontributionen, Einquartierungen, Plünderungen und Brandschatzung betroffen. 1631 hielt Landgraf Wilhelm V. von Hessen-Kassel auf der Mader Heide einen Landtag ab, auf dem ihm die Landstände das nötige Geld für einen Kriegseinsatz bewilligten. Im gleichen Jahr zogen Truppen Tillys durchs Land, die auf ihrem Weg Borken plünderten und zerstörten und die Dörfer Lohne und Kirchberg ebenso verwüsteten wie das ehemalige Kloster Immichenhain, das kurz vorher vom Bistum Fulda noch einmal mit fünf Mönchen besetzt worden war.
Vor allem die Ereignisse des Jahres 1640 waren verheerend. Kroatische Reiter des Kaisers setzten Gudensberg in Brand und zerstörten 280 Gebäude; lediglich die Stadtkirche, das Hospital vor den Stadtmauern und einige Häuser blieben verschont. Kaiserliche Truppen äscherten große Teile der Stadt Treysa ein und zerstörten das gotische Rathaus. Der verantwortliche Feldmarschall Johann Rudolf von Breda fiel kurze Zeit später im Gefecht am Riebelsdorfer Berg, angeblich durch eine Kugel von Velten Muhly, Kommandant des Ziegenhainer Bürgerkorps. Zahlreiche Dörfer in der Region Schwalm sowie ein Lustschloss des Landgrafen Moritz in Guxhagen wurden in diesem Jahr Opfer kaiserlicher Truppen.
Viele Orte waren nach Ende des Krieges zerstört und verwüstet und erholten sich nur langsam, oder blieben Wüstungen. Allein in Fritzlar kam während des Krieges die Hälfte der Einwohner ums Leben. Neukirchen war noch 1671 hoch verschuldet, Niedenstein litt noch Jahrhunderte später unter den Auswirkungen des Krieges.

### 18. und 19. Jahrhundert

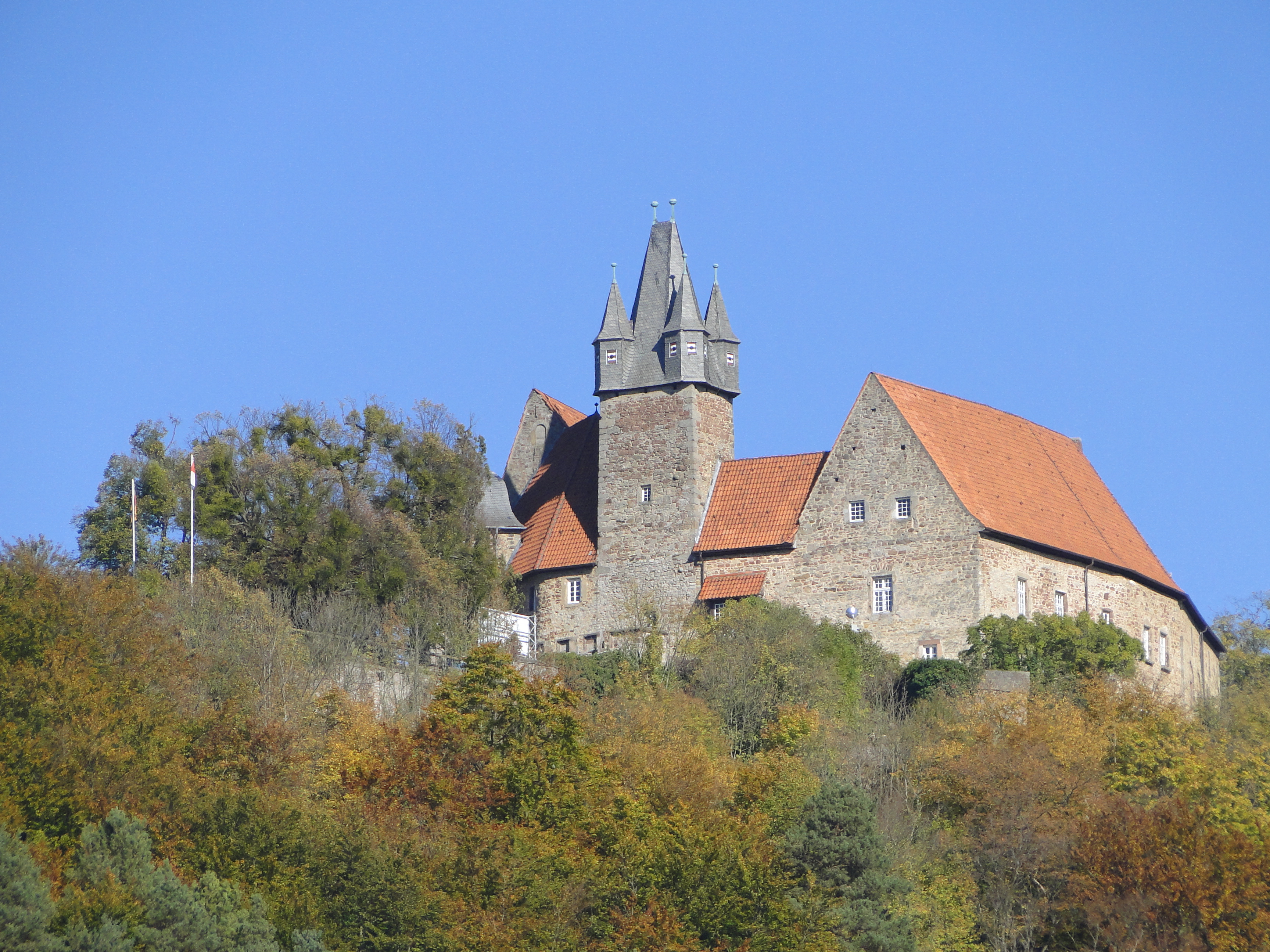
1761 nahmen französische Truppen das Spangenberger Schloss ein.

Nach einem ruhigen Jahrhundert brachte der Siebenjährige Krieg mancherorts ähnliche Zerstörungen mit sich wie der Dreißigjährige Krieg. Altenbrunslar und Zwesten wurden von durchziehenden Truppen geplündert. Gudensberg, wo sich französische Magazine befanden und Truppen die Obernburg besetzten, wurde 1761 von hessischen und britischen Truppen unter Lord Granby erobert. Dabei wurde die Burg zerstört und danach beim Wiederaufbau der Stadt von den Bewohnern als Steinbruch genutzt. Französische Truppen nahmen das Schloss Spangenberg im Handstreich ein und hielten die Ziegenhainer Festung besetzt, die 1761 von hessischer Artillerie zerstört wurde.
Zu Beginn des 19. Jahrhunderts trat die Landgrafschaft Hessen-Kassel, zu der das heutige Kreisgebiet gehörte, nicht dem Rheinbund bei und blieb neutral. Napoléon schlug Hessen-Kassel daraufhin 1807 dem neu gebildeten Königreich Westphalen unter der Regentschaft seines Bruders Jérôme Bonaparte zu. Die Unzufriedenheit über die Fremdherrschaft brachte 1809 Oberst Wilhelm von Dörnberg dazu, einen Aufstand gegen den neuen König anzuzetteln. Er versammelte in Homberg etwa 1000 schlecht bewaffnete Bauern, mit denen er gen Kassel zog, dem Regierungssitz Jérômes. Nach einem kurzen Gefecht bei Baunatal wurde der Aufstand niedergeschlagen. Nach der Völkerschlacht bei Leipzig wurde das Königreich 1813 aufgelöst und in der Restaurationszeit das Kurfürstentum Hessen gebildet.
Bei einer Verwaltungsreform des Kurfürstentums 1821 wurden die Kreise Fritzlar, Homberg, Melsungen und Ziegenhain gebildet. In diese Zeit fielen auch die Anfänge des Braunkohlebergbaus in der Region, der sie mehr als hundert Jahre prägen sollte. Einen ersten Aufschwung erlebte der Bergbau, als neben dem staatlichen auch das private Engagement zulässig wurde und parallel dazu der industrielle Bedarf wuchs. Private Zechengründungen erfolgten 1821 in Frielendorf durch die Familie von Baumbach sowie 1825 bei Wabern durch Postmeister Thielepape, dennoch blieben Privatgründungen wegen der hohen behördlichen Hindernisse selten. Die nordhessische Braunkohle verfügte über einen höheren Heizwert als die meisten übrigen Braunkohlen in Deutschland, ließ sich jedoch kaum weiterveredeln. Mit dem Bau der Main-Weser-Bahn in der Mitte des 19. Jahrhunderts und der Kanonenbahn in den 1870er Jahren wurden die Region an die großen Wirtschaftszentren angebunden und neue Absatzmärkte erschlossen. Die besseren Verkehrsbedingungen erlaubten eine Fördersteigerung in den Zechen und führten zu einer stetigen Modernisierung des Kohleabbaus. Das Gebiet gehörte ab 1868 zu der preußischen Provinz Hessen-Nassau und war ab 1871 Bestandteil des Deutschen Kaiserreichs. Durch die Annexion wurde dem privaten Bergbau 1867 mit der Einführung des preußischen Bergrechts erheblich größere Entfaltungsmöglichkeit gewährt.

### Bis 1945

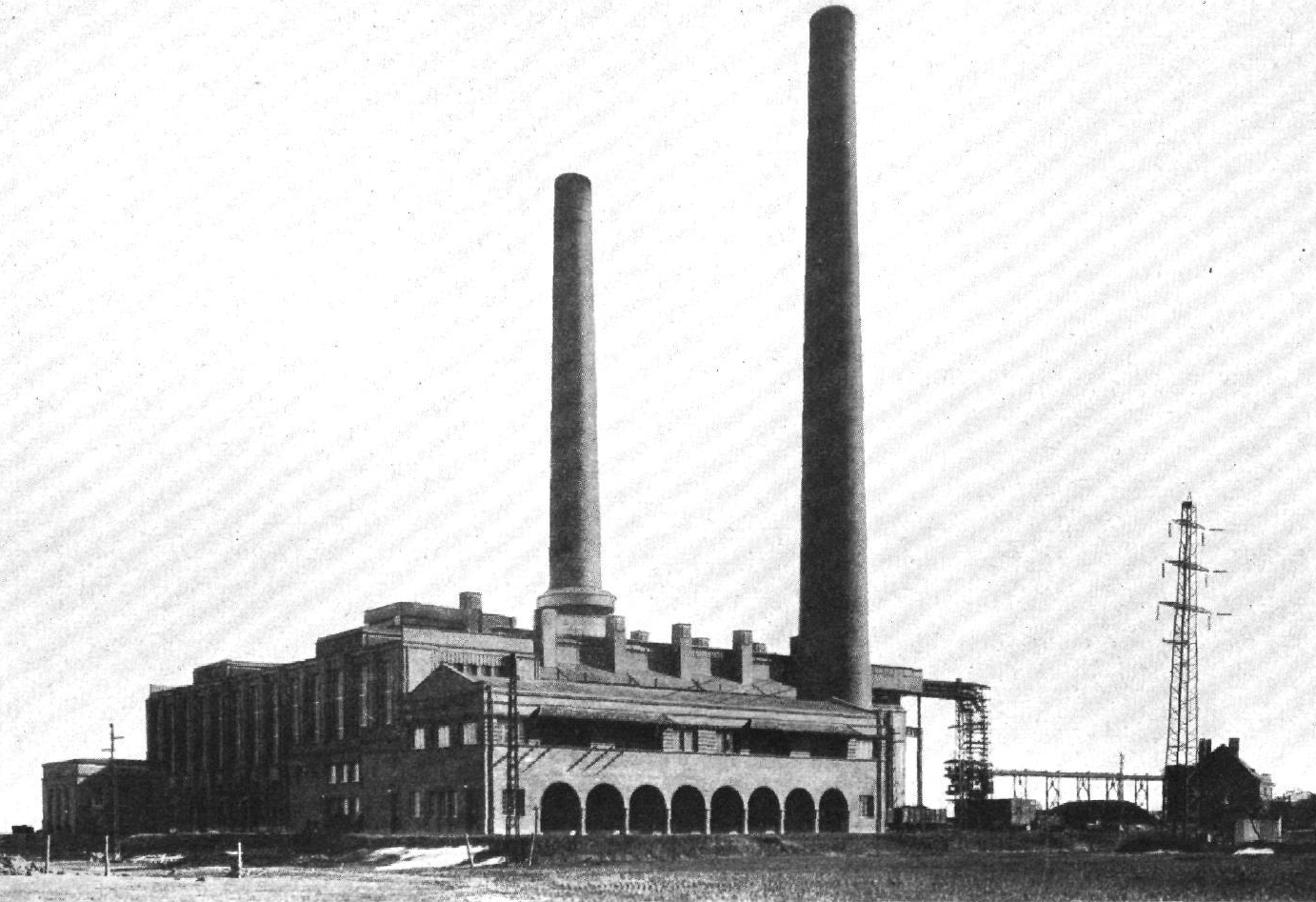
Das Großkraftwerk Main-Weser in Borken (1924)

Mit dem Beginn des 20. Jahrhunderts erlebte der Bergbau einen erheblichen Aufschwung. Die Förderzahlen wuchsen stetig und erlebten vor dem Ersten Weltkrieg einen vorläufigen Höhepunkt. In den Kriegsjahren und dem Revolutionsjahr 1919 gingen die Förderzahlen jedoch zurück, da die Belegschaften der Zechen im Felde standen. 1922 bis 1923 wurde in Borken das Großkraftwerk Main-Weser errichtet, in dem die Kohle aus mehreren Untertage- und Tagebauten verbraucht wurde. Das Kraftwerk Borken und die wachsende Kali-Industrie im Norden Hessens waren die größten Abnehmer der Braunkohle, wodurch der nordhessische Braunkohlebergbau in dieser Zeit einen erneuten Aufschwung erlebte, die Förderzahlen gingen jedoch schon während der Weltwirtschaftskrise wieder deutlich zurück. Der folgende Anstieg im Dritten Reich war auf den Ausbau der Rüstungsindustrie in Kassel durch die Nationalsozialisten zurückzuführen. Mit Kriegsbeginn ging die Fördermenge wieder leicht zurück.
In der Weimarer Republik schnitten vor allem die SPD und die DNVP bei Reichstagswahlen in der Region gut ab. Bei der Wahl des Kurhessischen Kommunallandtags im November 1929 zogen Abgeordnete der NSDAP erstmals in die Gemeindeparlamente ein. Besonders bei Wählern mit einem kleinbäuerlichen oder kleingewerblichen Hintergrund, die vorher deutschnational oder liberal gewählt hatten, hatte die NSDAP Zulauf. Die DNVP und die bäuerlich orientierte Landvolkpartei wurden von ihr verdrängt. Bei der Reichstagswahl 1930 waren die Nationalsozialisten in den Landkreisen Fritzlar, Homberg und Melsungen zweitstärkste, in Ziegenhain mit 40,8 Prozent sogar stärkste Partei. Bei der Reichspräsidentenwahl 1932 erhielt Adolf Hitler in Homberg, Melsungen und Ziegenhain in beiden Wahlgängen die meisten Stimmen, und bei den beiden Reichstagswahlen 1932 war es ebenso.
Die Begeisterung für den Nationalsozialismus in der Region begünstige die Ausschreitungen der Novemberpogrome 1938. Zu Überfällen auf Juden und jüdische Einrichtungen kam es u. a. in Borken, Fritzlar, Homberg, Felsberg, Guxhagen und Ziegenhain. In Felsberg gab es das erste Todesopfer der Pogrome. Im ehemaligen Kloster Breitenau im Guxhagener Ortsteil Breitenau wurde im Juni 1933 ein frühes Konzentrationslager eingerichtet. Während des Zweiten Weltkriegs nutzte die Gestapo Kassel das Gelände als Arbeitserziehungslager und Konzentrationssammellager. Bei Ziegenhain wurde mit dem Stammlager IX A ein Kriegsgefangenenlager aufgebaut, deren Gefangene in der Landwirtschaft und Industrie der Umgebung Zwangsarbeit verrichten mussten. Nach der Zerstörung der Ederseestaumauer kam es 1943 in den an der Eder gelegenen Orten zu verheerenden Überschwemmungen. In den letzten Kriegstagen wurde die aus dem 13. Jahrhundert stammende Ederbrücke in Fritzlar von deutschen Truppen gesprengt, und bei Werkel und bei Zennern gab es Gefechte zwischen amerikanischen und deutschen Truppen.

### Seit dem Zweiten Weltkrieg
Nach dem Zweiten Weltkrieg stieg in den meisten Orten der Region die Bevölkerungszahl rapide an, weil sich viele Heimatvertriebene aus den Ostgebieten ansiedelten. Allein in Fritzlar stieg die Einwohnerzahl durch die Flüchtlinge um ein Drittel. Viele von ihnen fanden Arbeit in der Braunkohleindustrie, die Ende der 1950er Jahre ihre höchsten Beschäftigungszahlen hatte. Seit den 1960er Jahren wurden jedoch viele nordhessische Zechen geschlossen. Lediglich in Borken wurde der Bergbau aufrechterhalten.
Am 1. Januar 1974 wurde im Rahmen der Gebietsreform in Hessen der Schwalm-Eder-Kreis gebildet. Zu dem neuen Landkreis traten
- alle Gemeinden des aufgelösten Landkreises Fritzlar-Homberg (Die vier Dörfer Mühlbach, Raboldshausen, Saasen und Salzberg aus dem Altkreis Fritzlar-Homberg waren bereits am 31. Dezember 1971 der an diesem Tage gebildeten neuen Gemeinde Neuenstein beigetreten und damit zum Altkreis Hersfeld gekommen.)
- alle Gemeinden des aufgelösten Landkreises Melsungen, ausgenommen die Gemeinde Heinebach, die zum Landkreis Hersfeld-Rotenburg kam
- alle Gemeinden des aufgelösten Landkreises Ziegenhain bis auf die Gemeinde Mengsberg, die nach Neustadt (Hessen) im damaligen Landkreis Marburg eingemeindet wurde, und die Gemeinde Breitenbach am Herzberg, zum Landkreis Hersfeld-Rotenburg kam
- die Stadt Züschen aus dem aufgelösten Landkreis Waldeck, die in die Stadt Fritzlar eingegliedert wurde.[31]

Die Stadt Schwalmstadt war bereits am 31. Dezember 1970 aus den bis dahin eigenständigen Städten Treysa und Ziegenhain gebildet worden.
Homberg (Efze) ist eine der wenigen Kreisstädte, die vor der Bildung des neuen Landkreises (d. h. seit der Auflösung des Kreises Homberg und dessen Aufgehen im Landkreis Fritzlar-Homberg im Jahre 1932) kein Kreisverwaltungssitz war. Grund für die Wahl Hombergs war, dass die Stadt nahezu im Zentrum des neuen Kreises liegt, die vorherigen Kreisstädte hingegen eher an der Peripherie.

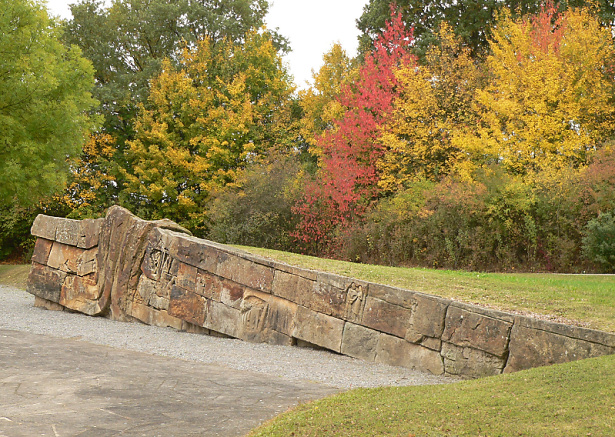
Denkmal in Stolzenbach

Als Folge des Grubenunglücks von Stolzenbach am 1. Juni 1988 wurde die Zeche Stolzenbach als letzte der ursprünglich sechs Braunkohle-Tiefbaubetriebe des Borkener Braunkohlereviers geschlossen. Aus wirtschaftlichen Gründen wurden kurz darauf der komplette Borkener Bergbau und im März 1991 auch das Großkraftwerk Main-Weser stillgelegt. Bereits seit den ersten Stilllegungen in den 1960er Jahren hatte eine Rekultivierung der Tagebaue stattgefunden. Gruben um Borken und Frielendorf wurden zu Baggerseen und ihre nähere Umgebung in Wald- und Wiesenflächen umgewandelt. Mit der landschaftlichen Veränderung gewann zunehmend der Tourismus als Wirtschaftsbereich an Bedeutung.

### Einwohnerentwicklung

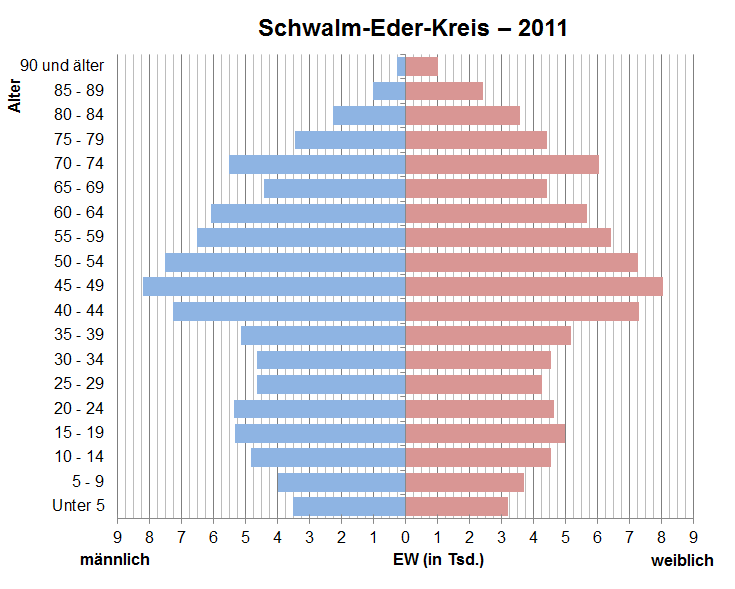
Bevölkerungspyramide für den Schwalm-Eder-Kreis (Datenquelle: Zensus 2011)

Um die Jahrhundertwende 1900 lebten in den Vorgängerkreisen des heutigen Landkreises insgesamt 108.193 Menschen, davon 26.466 im Landkreis Fritzlar, 21.378 im Landkreis Homberg, 27.597 im Landkreis Melsungen und 32.752 im Landkreis Ziegenhain. 1932 wurden die ersten beiden Landkreise zu einem zusammengelegt. Nach dem Zweiten Weltkrieg hatten die drei Landkreise mit insgesamt 200.000 Einwohnern ihre höchste Bevölkerungszahl erreicht. Das starke Wachstum lässt sich mit dem Zuzug vieler Vertriebener erklären. Der Niedergang des Bergbaus sorgte jedoch in den folgenden Jahren für einen Bevölkerungsrückgang auf insgesamt 175.000 Einwohner.
Bei der Gebietsreform 1974, bei der die Altkreise Fritzlar-Homberg, Melsungen und Ziegenhain zusammengelegt wurden, betrug die Bevölkerung des neu geschaffenen Kreises 182.216 Einwohner. 1980 war die Einwohnerzahl auf 180.900 gesunken, bis 1990 aber wieder auf 183.700 gestiegen. 2008 lebten im Schwalm-Eder-Kreis etwa 185.300 Menschen, von denen 91.600 männlich und 93.700 weiblich waren. Das Durchschnittsalter betrug etwa 43 Jahre. Der Anteil ausländischer Bevölkerung lag bei 3,6 Prozent.
Bis 2010 war die Einwohnerzahl wieder auf 182.513 gesunken. Eine regionalisierte Bevölkerungsvorausberechnung ergab, dass die Bevölkerung bis 2030 nur noch etwa 158.000 Einwohner betragen und somit um 14,6 Prozent sinken wird. Hessenweit soll die Bevölkerung im gleichen Zeitraum um 4,3 Prozent abnehmen. Das Durchschnittsalter im Landkreis werde auf fast 49 Jahre steigen.

## Politik

Stimmenmehrheiten nach Kommunen bei der Kommunalwahl 2011 (rot = SPD, schwarz = CDU)

### Politische Kultur
Die Bevölkerung des Schwalm-Eder-Kreises gilt mehrheitlich als konservativ. Trotz dieser günstigen Grundlage für eine konservative Partei wie die CDU wird die Politik seit 1945 von der SPD dominiert. Ihre politischen Erfolge lassen sich mit der historisch tiefen Verankerung in allen Bevölkerungsschichten und ihrer großen Organisationsdichte erklären. In fast allen Orten sind SPD-Ortsvereine vorhanden. Seit über hundert Jahren gehört die SPD Schwalm-Eder zu den mitgliederstärksten SPD-Organisationen im nordhessischen Bezirk. Die vier bisherigen Landräte des Kreises – August Franke (1974–1984), Jürgen Hasheider (1984–2002), Frank-Martin Neupärtl (2002–2014) und Winfried Becker (seit 2015) – gehörten bzw. gehören allesamt der SPD an.

### Bundestags-, Landtags- und Kommunalwahlen
Der Schwalm-Eder-Kreis entsendet mit Edgar Franke (SPD) einen Direktkandidaten in den Deutschen Bundestag. Von Januar 2014 bis Oktober 2017 war Franke Vorsitzender des Gesundheitsausschusses im Bundestag. Seit 2018 fungiert er als Opferbeauftragter der Bundesregierung. Mit Bettina Hoffmann (Grüne) und Albrecht Glaser (AfD) wurden zwei weitere Abgeordnete aus dem Schwalm-Eder-Kreis über die Landeslisten ihrer Parteien bei der Bundestagswahl 2021 in den 20. Deutschen Bundestag gewählt. Die beiden Landtagswahlkreise des Landkreises wurden bei der Landtagswahl 2013 sowie der Landtagswahl 2018 ebenfalls von der SPD gewonnen. Der Wahlkreis 7 im Norden entsendet Günter Rudolph als Direktkandidaten, der Wahlkreis 8 im Süden Regine Müller.

### Landräte
- 1974–1984: August Franke (SPD)
- 1984 – 30. November 2002: Jürgen Hasheider (SPD)
- 1. Dezember 2002 bis 1. Dezember 2014: Frank-Martin Neupärtl (SPD)[38]
- Seit 18. Mai 2015: Winfried Becker (SPD) (zuvor seit 2. Dezember 2014 kommissarisch)

### Kreistag
Die Kommunalwahl am 14. März 2021 lieferte folgendes Ergebnis, in Vergleich gesetzt zu früheren Kommunalwahlen:
| Diagrammdarstellung von Wahlergebnis und Sitzverteilung | Diagrammdarstellung von Wahlergebnis und Sitzverteilung                                                                                     |
| --- | --- |
| Entwicklung der Stimmanteile der Parteien im KreistagDie zur Anzeige dieser Grafik verwendete Erweiterung wurde dauerhaft deaktiviert. Wir arbeiten aktuell daran, diese und weitere betroffene Grafiken auf ein neues Format umzustellen. (Mehr dazu) | Sitzverteilung im Kreistag 2021Insgesamt 71 Sitze - Linke: 2 - Piraten: 1 - SPD: 25 - Grüne: 8 - FWG: 5 - FW: 4 - CDU: 16 - FDP: 5 - AfD: 5 |

Es waren 71 Kreistagsabgeordnete für die Legislaturperiode vom 1. April 2016 bis 31. März 2021 zu wählen. Von 146.477 Wahlberechtigten gingen 81.741 zur Wahl. Die Wahlbeteiligung blieb gegenüber 55,9 % im Jahr 2011 mit 55,8 % im Jahr 2016 nahezu konstant.
| Wahlvorschläge | Wahlvorschläge | SPD  | CDU  | GRÜNE | FWG f | FDP | AfD  | FW  | Linke l | Piraten | BB b | REP | Sitzverteilung |
| -------------- | -------------- | ---- | ---- | ----- | ----- | --- | ---- | --- | ------- | ------- | ---- | --- | --- |
| 2021           | Stimmanteil a  | 34,8 | 22,6 | 11,7  | 7,6   | 6,9 | 6,8  | 6,0 | 2,8     | 0,9     | —    | —   | |
| 2021           | Sitze (von 71) | 25   | 16   | 8     | 5     | 5   | 5    | 4   | 2       | 1       | —    | —   | |
| 2016           | Stimmanteil a  | 38,7 | 23,8 | 7,3   | 10,1  | 6,3 | 10,2 | —   | 2,8     | 0,8     | —    | —   | Die zur Anzeige dieser Grafik verwendete Erweiterung wurde dauerhaft deaktiviert. Wir arbeiten aktuell daran, diese und weitere betroffene Grafiken auf ein neues Format umzustellen. (Mehr dazu) |
| 2016           | Sitze (von 71) | 28   | 17   | 5     | 7     | 4   | 7    | —   | 2       | 1       | —    | —   | Die zur Anzeige dieser Grafik verwendete Erweiterung wurde dauerhaft deaktiviert. Wir arbeiten aktuell daran, diese und weitere betroffene Grafiken auf ein neues Format umzustellen. (Mehr dazu) |
| 2011           | Stimmanteil a  | 44,1 | 27,6 | 12,9  | 7,2   | 4,8 | —    | —   | 3,0     | —       | 0,3  | —   | Die zur Anzeige dieser Grafik verwendete Erweiterung wurde dauerhaft deaktiviert. Wir arbeiten aktuell daran, diese und weitere betroffene Grafiken auf ein neues Format umzustellen. (Mehr dazu) |
| 2011           | Sitze (von 71) | 31   | 20   | 9     | 5     | 4   | —    | —   | 2       | —       | —    | —   | Die zur Anzeige dieser Grafik verwendete Erweiterung wurde dauerhaft deaktiviert. Wir arbeiten aktuell daran, diese und weitere betroffene Grafiken auf ein neues Format umzustellen. (Mehr dazu) |
| 2006           | Stimmanteil a  | 47,3 | 30,5 | 5,7   | 6,0   | 5,9 | —    | —   | 3,0     | —       | 1,6  | —   | Die zur Anzeige dieser Grafik verwendete Erweiterung wurde dauerhaft deaktiviert. Wir arbeiten aktuell daran, diese und weitere betroffene Grafiken auf ein neues Format umzustellen. (Mehr dazu) |
| 2006           | Sitze (von 71) | 34   | 22   | 4     | 4     | 4   | —    | —   | 2       | —       | 1    | —   | Die zur Anzeige dieser Grafik verwendete Erweiterung wurde dauerhaft deaktiviert. Wir arbeiten aktuell daran, diese und weitere betroffene Grafiken auf ein neues Format umzustellen. (Mehr dazu) |
| 2001           | Stimmanteil a  | 51,9 | 29,1 | 5,5   | 5,4   | 5,5 | —    | —   | —       | —       | —    | 2,6 | Die zur Anzeige dieser Grafik verwendete Erweiterung wurde dauerhaft deaktiviert. Wir arbeiten aktuell daran, diese und weitere betroffene Grafiken auf ein neues Format umzustellen. (Mehr dazu) |
| 2001           | Sitze (von 71) | 37   | 20   | 4     | 4     | 4   | —    | —   | —       | —       | —    | 2   | Die zur Anzeige dieser Grafik verwendete Erweiterung wurde dauerhaft deaktiviert. Wir arbeiten aktuell daran, diese und weitere betroffene Grafiken auf ein neues Format umzustellen. (Mehr dazu) |
| 1997           | Stimmanteil a  | 50,0 | 24,8 | 7,3   | 7,3   | 4,3 | —    | —   | —       | —       | —    | 6,3 | Die zur Anzeige dieser Grafik verwendete Erweiterung wurde dauerhaft deaktiviert. Wir arbeiten aktuell daran, diese und weitere betroffene Grafiken auf ein neues Format umzustellen. (Mehr dazu) |
| 1997           | Sitze (von 71) | 37   | 18   | 6     | 5     | —   | —    | —   | —       | —       | —    | 5   | Die zur Anzeige dieser Grafik verwendete Erweiterung wurde dauerhaft deaktiviert. Wir arbeiten aktuell daran, diese und weitere betroffene Grafiken auf ein neues Format umzustellen. (Mehr dazu) |

### Rechtsextremismus
Im Sommer 2008 wurde die rechtsextreme Gruppe Freie Kräfte Schwalm-Eder (FKSE) bundesweit bekannt, als einige Mitglieder einen Angriff auf ein Zeltlager der Linksjugend 'solid verübten. Regional war sie schon vorher durch Aufkleber- und Flugblattaktionen sowie Angriffe auf antifaschistische Gruppen aufgefallen. Seitdem kam es immer wieder zu gewalttätigen Übergriffen. Die FKSE gelten mit ihren 25 bis 30 Mitgliedern hessenweit als eine der größten und stabilsten Gruppen ihrer Art und sind besonders in Schwalmstadt, Homberg, Neukirchen und Frielendorf aktiv. Zwar gelten die ihre Mitglieder als wenig strukturiert, dennoch sei nach wie vor ein Potential für Rechts-links-Konfrontationen erkennbar.
In der Nähe von Schwarzenborn besaß der 2014 gestorbene Holocaustleugner und Rechtsterrorist Manfred Roeder ein Anwesen, das er selbst als Reichshof bezeichnete. Es ist heute im Besitz des Neonazis Meinolf Schönborn und dient seit langer Zeit als Treffpunkt für Personen aus der rechtsextremen Szene.

### Partnerschaften
Der Schwalm-Eder-Kreis unterhält fünf partnerschaftliche Beziehungen, die durch Begegnungen zwischen Schulen, Jugendgruppen und Vereinen sowie Kontakten aus Wirtschaft und Verwaltung gewachsen sind. Die erste Partnerschaft wurde 1961 zwischen dem damaligen Landkreis Fritzlar-Homberg und dem damaligen Berliner Bezirk Tiergarten geschlossen. Heute gilt die Partnerschaft zwischen dem Schwalm-Eder-Kreis und dem Bezirk Mitte. 1973 schloss der gleiche Altkreis eine Partnerschaft mit der finnischen Stadt Kajaani. Seit 1979 besteht eine Partnerschaft des Schwalm-Eder-Kreises mit dem District Sedgemoor im Vereinigten Königreich. Die bislang letzte Partnerschaft wurde 2000 mit dem polnischen Landkreis Piła (Schneidemühl) (Powiat Pilski) geschlossen.
Zusätzlich existiert mit dem Kyffhäuserkreis in Thüringen eine Vereinbarung über Zusammenarbeit und freundschaftliche Begegnungen. Ergänzend verfügen die Kommunen des Landkreises über etwa vierzig internationale Partnerschaften mit anderen Städten und Gemeinden.

### Hoheitszeichen

Flaggen
Hissflagge
Bannerflagge

Der Schwalm-Eder-Kreis führt ein Dienstsiegel, ein Wappen sowie eine Hiss- und eine Bannerflagge.
| Wappen des Schwalm-Eder-Kreises | Blasonierung: „In Blau über drei erniedrigten silbernen Wellenbändern der golden gekrönte und bewehrte, sechsmal von Silber und Rot geteilte, wachsende hessische Löwe.“ |
| Wappen des Schwalm-Eder-Kreises | Wappenbegründung: Der bunte Löwe steht für die Landgrafschaft Hessen bzw. deren Nachfolgestaaten. Von dem eigentlich neunmal von Silber und Rot geteilten Löwe ist nur die obere Hälfte dargestellt. Die Wellenbalken symbolisieren die drei größten Flüsse des Landkreises: Fulda, Eder und Schwalm. Das Wappen wurde am 4. September 1975 verliehen. |

## Kultur

### Sprache
Wie große Teile des nördlichen Hessens gehört der Schwalm-Eder-Kreis der niederhessischen Dialektregion an. Der Anteil der Dialektsprecher sinkt jedoch: Eine Studie von 1989 zeigte, dass sich ihr Anteil über die Jahre von der Hälfte über ein Drittel zu einem Viertel der unter Dreißigjährigen reduziert hat. Die Bindung an eine regionale Variante des Deutschen ist der Studie zufolge im gesamten Norden Hessens wesentlich geringer ausgeprägt als im Süden. Die Zahl der Dialektsprecher nimmt also kontinuierlich ab, das Hochdeutsche ist die dominierende Sprache.
Um dennoch den Dialekt zu pflegen, werden verschiedene Maßnahmen ergriffen: Laienspielgruppen führen Theaterstücke in der niederhessischen Mundart auf und an manchen Grundschulen wird das Platt unterrichtet. In den regionalen Ausgaben der Tageszeitung Hessische/Niedersächsische Allgemeine erscheinen im Dialekt geschriebene Kolumnen und auf den Dialekt ausgerichtete Brauchtumsgruppen treffen sich und pflegen den entsprechenden Austausch.

### Traditionspflege

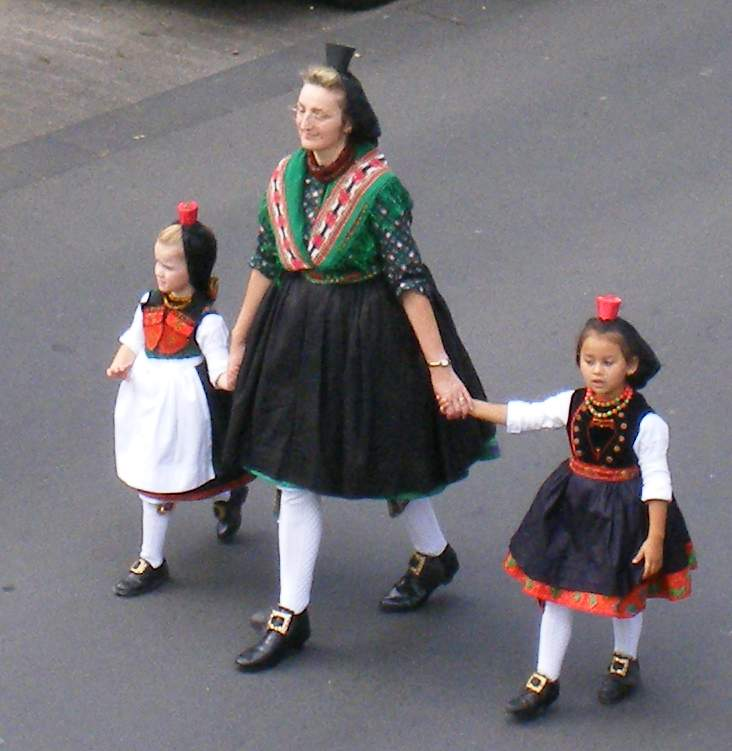
Schwälmer Trachtengruppe auf dem Landeskindertrachtentreffen in Homberg 2007

Die Kulturlandschaft Schwalm gehört zu den bekanntesten Trachtenregionen Hessens. Bis ins 18. Jahrhundert wurde die Schwälmer Tracht als Kennzeichen des Standes getragen. Mit der zunehmenden Auflösung des mittelalterlichen gesellschaftlichen Gefüges verlor Kleidung den Standescharakter. Im Zuge der modischen und kulturellen Veränderungen wurde die Tracht bis heute weitgehend aus dem Alltag verdrängt; ältere Frauen in Tracht sind nur noch vereinzelt anzutreffen. Bekleidungsformen des Umlandes wie die Schönsteiner Tracht des Gilserberger Hochlandes oder die Hubbeltracht des Knülls sind schon um 1900 aus dem dörflichen Erscheinungsbild verschwunden. In den 1950er bis 1970er Jahren wurden Trachten- und Heimatvereine gegründet, die sich heute um den Erhalt der Kleidung bemühen. Diese zeigen sie auf Volksfesten und zu besonderen Anlässen.
Ein weiterer Teil Schwälmer Tradition ist die Schwälmer Weißstickerei. Mit der anspruchsvollen Sticktechnik wurden überwiegend Stücke gefertigt, die für die Aussteuer vorgesehen waren. Dazu zählten Tagesdecken, Paradekissen, Zierhandtücher und Tragetücher. Viele der Paradestücke wurden nur zu besonderen Anlässen genutzt und von Generation zu Generation weitergegeben. Die wesentlichen Motive der Schwälmer Weißstickerei waren Herz, Tulpe, Kreise und Vögel. Die Kunst des Stickens beherrschten seit jeher nur wenige Frauen in den Dörfern, und auch heute wird die Tradition nur noch von wenigen Privatpersonen erhalten.
Zu den traditionellen Spezialitäten der Region zählt die Ahle Wurst, die noch vielerorts in Hausschlachtung hergestellt wird. Der Förderverein Nordhessische Ahle Wurscht setzt sich seit 2004 für den Erhalt der traditionellen Herstellungsweise ein. Weitere Bestandteile der regionalen Esskultur sind Weckewerk, Schmandkuchen, der als Mattekuchen bezeichnete Käsekuchen, der Dünne Lattch (Gartensalat mit saurer Milch) sowie regionale Fisch- und Wildgerichte. In Schwalmstadt wird die Biermarke Schwalm Bräu hergestellt, in Malsfeld das Hessische Löwenbier.

### Museen

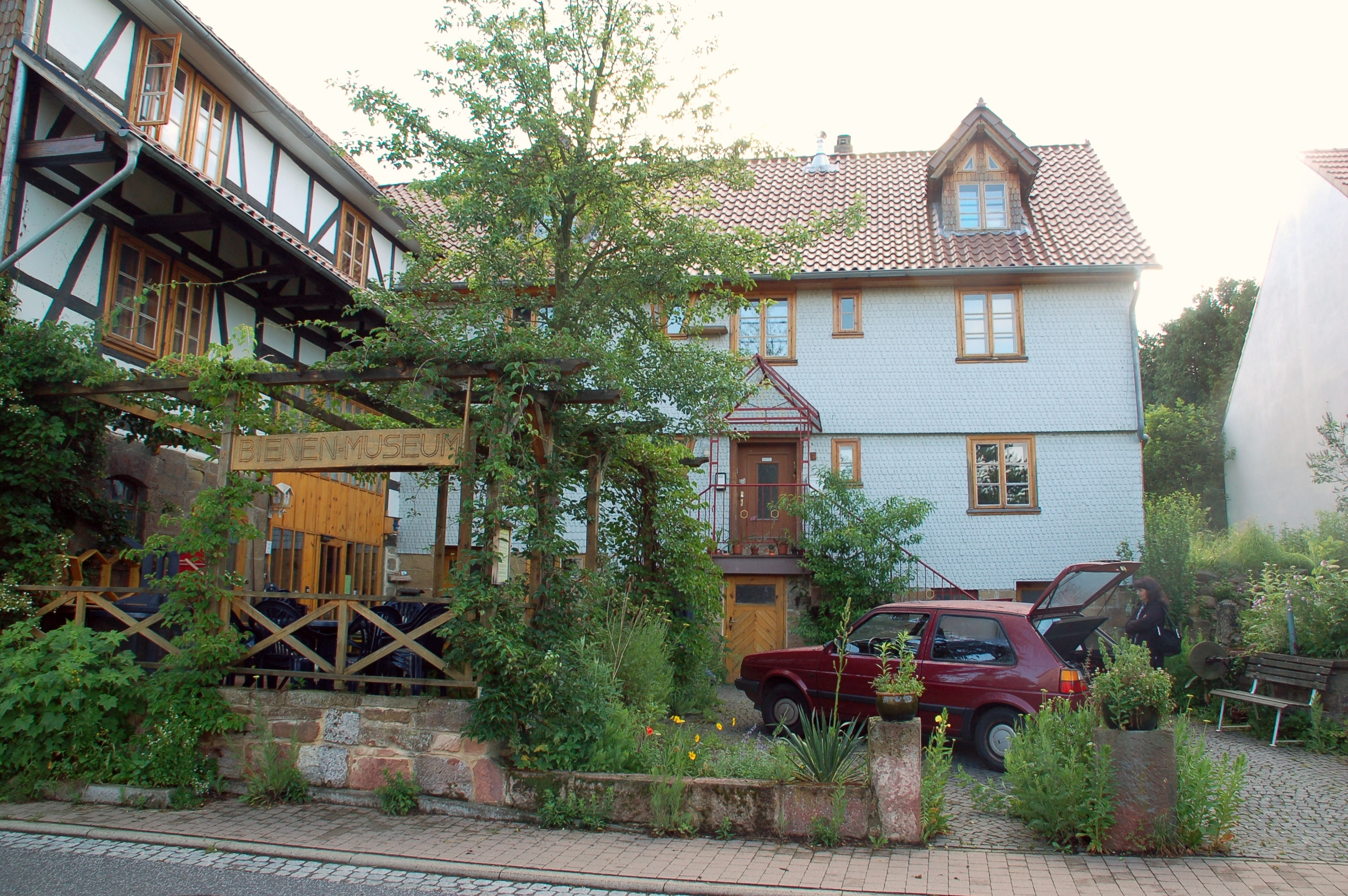
Das Bienenmuseum im Knüllwälder Ortsteil Niederbeisheim

In vielen Orten gibt es eigene Heimatmuseen. Sie stellen Spuren vorgeschichtlicher Besiedelung wie Pfeilspitzen und Faustkeile, Keramik und Steinbeile aus. Zudem bieten sie einen Einblick in alte Handwerkstraditionen wie das Spinnen, Weben und Schmieden und zeigen Geräte, Möbel und Alltagsgegenstände der bäuerlichen Kultur vergangener Jahrhunderte. Im Malsfelder Ortsteil Beiseförth erinnert ein Museum an die Korbmachertradition des Dorfes. Das Imkerhandwerk wird im Bienenkundezentrum Alte Kartause in Gensungen und im Bienenmuseum Knüllwald dargestellt. Im ehemaligen Benediktinerkloster in Guxhagen und in Trutzhain befinden sich Gedenkstätten, die an die Opfer der beiden Lager erinnern. Eine Gedenkstätte bei Stolzenbach erinnert an die Opfer des Grubenunglücks.
In Borken wurde 1992 das Hessische Braunkohle Bergbaumuseum eröffnet. Es widmet sich der Geschichte des Braunkohlebergbaus in Nordhessen, besonders im Raum Borken und Frielendorf. Im Kulturzentrum Alten Amtsgericht wird die Bergbau- und Kraftwerktradition unter Einbeziehung landes- und sozialgeschichtlicher, technischer und geologischer Aspekte dargestellt. In einem Besucherstollen werden bergmännische Ausbau- und Abbautechniken sowie Geräte gezeigt. Großmaschinen wie Schaufelradbagger und Schienenfahrzeuge sind auf einem etwa 30.000 m² großen Freigelände am Stadtrand zu sehen.
Über den Kreuzgang des Fritzlarer Doms sind die Ausstellungsräume des Fritzlarer Domschatzes zu erreichen. In Vitrinen werden mittelalterliche Handschriften und Bücher, Siegel und Münzen gezeigt. Im eigentlichen Dommuseum befinden sich Paramente, Altargeräte und Heiligenfiguren von der romanischen Zeit bis zur Neugotik. Östlich an den Stiftssaal ist die Schatzkammer angeschlossen, in der die kostbarsten Stücke beherbergt werden. Dort sind das mit Gemmen, Perlen und Edelsteinen besetzte Kaiser-Heinrich-Kreuz, angeblich eine Schenkung von Heinrich II., und ein Altarretabel aus der Zeit um 1170–1180, dessen oberer Teil von dem so genannten Kamm des Bonifatius geziert wird.
Im Heimatmuseum der Stadt Homberg wird ein Einblick in die Stadtgeschichte der Reformationsstadt Hessens gegeben.
Das Museum der Schwalm, das sich in einem ehemaligen Kommandantengebäude in der historischen Altstadt von Schwalmstadt-Ziegenhain befindet, bietet umfangreiche Ausstellungen zur Schwälmer Tracht, sowie dem Leben und der Arbeit in der Schwalm vor 1900.

### Literatur

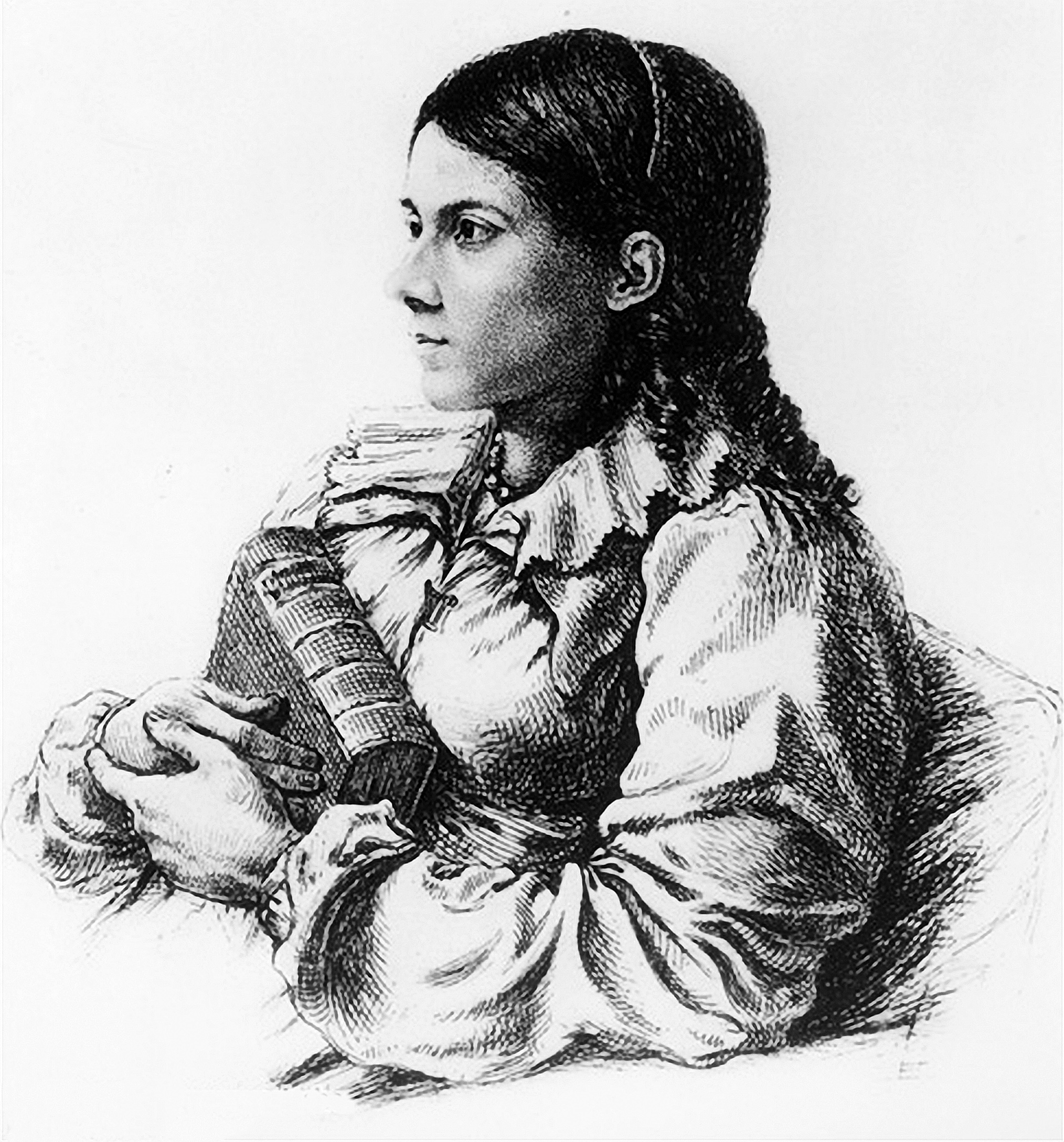
Bettina von Arnim um 1800

### Kunst und Musik

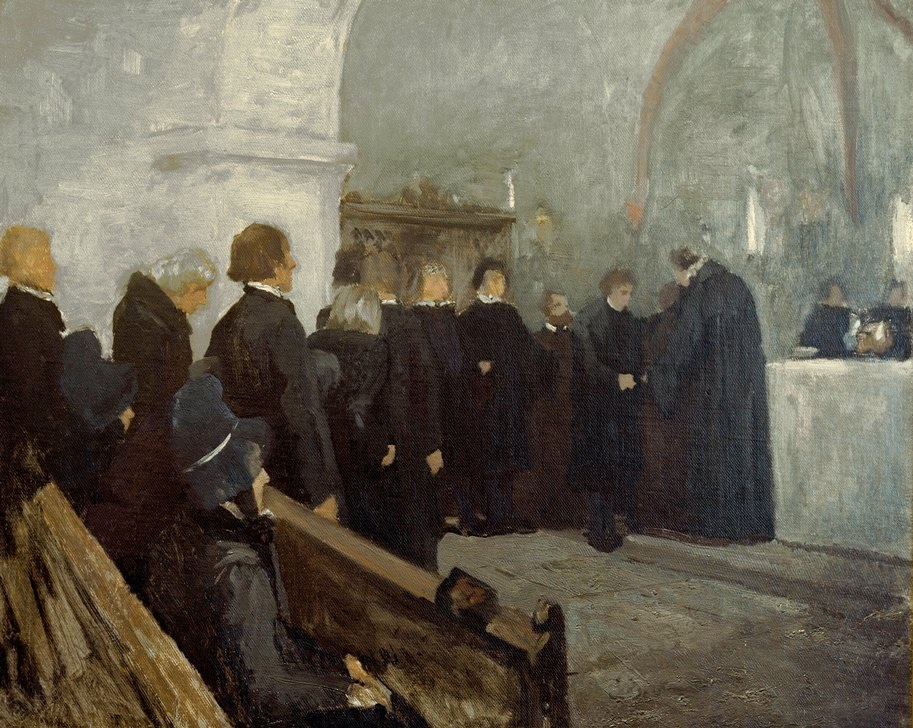
Das Gemälde Das Abendmahl in einer hessischen Dorfkirche von Carl Bantzer, 1892

Von besonderer Bedeutung für die Kunst der Region war die 1825 von Gerhardt Wilhelm von Reutern und Ludwig Emil Grimm gegründete Willingshäuser Malerkolonie, die die älteste Künstlerkolonie Europas war. Ab 1835 fanden sich immer mehr Künstler in Willingshausen ein. Gerhardt Wilhelm von Reutern hatte ein Malerstudium an der Kunstakademie Düsseldorf aufgenommen, Ludwig Grimm lehrte an der Akademie Kassel. Beide lockten Künstlerkollegen in die Schwalm. Zwischen 1850 und 1880 erhielt die Kolonie vor allem durch die Berühmtheit von Ludwig Knaus Zulauf. Diese Aufgabe übernahm anschließend Carl Bantzer, mit dessen Tod 1941 die Tradition der Künstlerkolonie endete. Die Maler fanden ihre Themen und Motive in der Landschaft und im dörflichen Leben der Umgebung.
Nach dem Zweiten Weltkrieg fanden sich wieder einige Künstler in der Schwalm ein und gründeten 1950 die Neue Gruppe Schwalm, der unter anderem Vincent Burek, Günther Heinemann und Wilhelm Zastrow angehörten. Heute erinnert das Malerstübchen im Gasthaus Haase, in dem sich früher die Künstler trafen und das mit einigen ihrer Arbeiten gestaltet ist, an die Künstlerkolonie. Ein eigens gegründeter Verein pflegt das Andenken, sammelt Originale und veranstaltet Ausstellungen. Seit 1996 wird jährlich an zwei Künstler ein drei Monate währendes Künstlerstipendium vergeben, das sie in Willingshausen verbringen.
Der Fernwanderweg X8 (Barbarossaweg), der durch die Städte Fritzlar, Felsberg, Melsungen und Spangenberg sowie durch die Gemeinde Bad Zwesten verläuft, wurde ab 2001 zu einem Kunstwanderweg erweitert. Dazu wurden im Rahmen des Projektes Ars Natura entlang der Strecke natur- und ortsbezogene Kunstwerke aus ökologischen Materialien installiert. Die Werke stammen überwiegend von Künstlern aus der Region, wie etwa dem Landart-Künstler Hans-Joachim Bauer aus dem Homberger Stadtteil Mardorf. Das Projekt wird von der EU gefördert.
Die Beatband The Petards aus Schrecksbach zählte Ende der 1960er Jahre zu den populärsten Beatbands Deutschlands. 1970 gehörten sie zu den Mitbegründern des Burg-Herzberg-Festivals. Der Popsänger Matthias Reim ist in Homberg aufgewachsen und zur Schule gegangen. Außerdem wurde Christian Durstewitz, der 2010 an der Castingshow Unser Star für Oslo teilnahm, in Fritzlar geboren.

### Religion

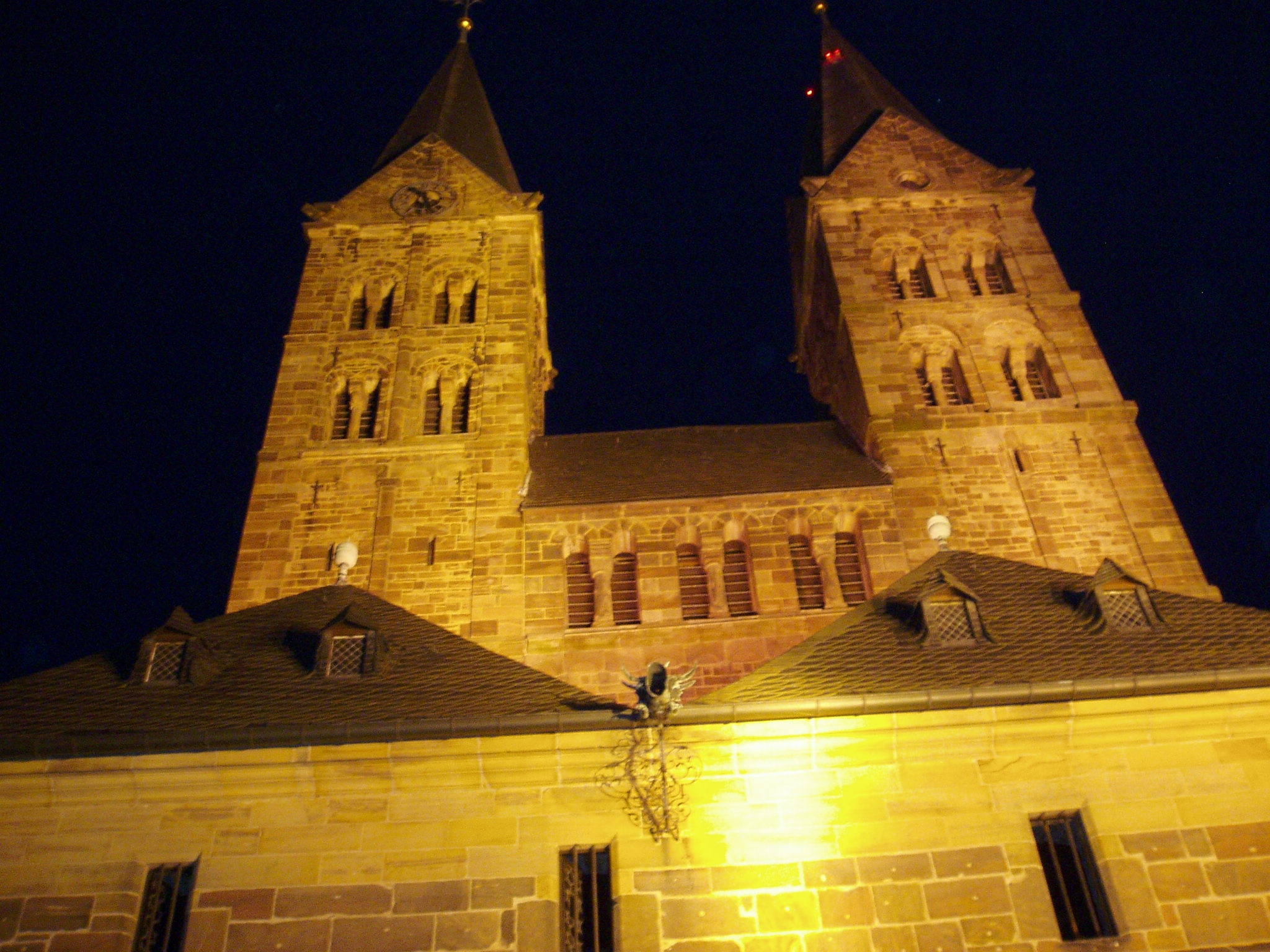
Der Fritzlarer Dom

Seit der Homberger Synode 1526, bei der der hessische Landgraf Philipp I. den protestantischen Glauben in der Landgrafschaft Hessen durchsetzte, sind die Bewohner der Region des Schwalm-Eder-Kreises mehrheitlich evangelisch. Mit über 80 Prozent protestantischer Bürger stellt der Landkreis eine protestantische Hochburg innerhalb Hessens dar. Mit der Treysaer Konferenz am 31. August 1945 war das Diakoniezentrum Hephata in Schwalmstadt auch Gründungsort der Evangelischen Kirche in Deutschland als Zusammenschluss der lutherischen, reformierten und unierten Landeskirchen.
Die drei evangelischen Kirchenkreise Fritzlar-Homberg, Melsungen und Ziegenhain haben sich zum 1. Januar 2020 zum Kirchenkreis Schwalm-Eder zusammengeschlossen, der mit ca. 117.000 Gemeindegliedern, der größte Kirchenkreis in der Evangelischen Kirche von Kurhessen-Waldeck ist.
Der Anteil an Bewohnern katholischen Glaubens ist demgegenüber gering. Einzig die Region um Fritzlar, mit Ungedanken und Rothhelmshausen, hat einen großen Anteil katholischer Bürger. Die 17 katholischen Pfarrgemeinden des Kreises gehören trotz der historischen Bindung Fritzlars an das Erzbistum Mainz heute dem Bistum Fulda an. Ab 1989 gab es in Fritzlar eine Niederlassung der Prämonstratenser, die jedoch nach einem Missbrauchsskandal 2010 aufgelöst wurde. Die Quinauer Wallfahrt in Trutzhain ist die einzige Wallfahrt in Nordhessen und die zentrale Veranstaltung der Schwälmer Katholiken; Trutzhain ist als Wallfahrtsort und die Kirche Maria Hilf als Wallfahrtskirche kirchenrechtlich anerkannt.
In Wabern befindet sich seit 2007 die Muqeet-Moschee der Ahmadiyya-Muslim-Jamaat-Moscheegemeinde. Dabei handelt es sich um die einzige Moschee Deutschlands, die vollständig aus Lehmsteinen erbaut wurde. Der Gemeinde gehörten 2008 etwa 50 Gläubige an.
In Homberg (Efze) befinden sich zwei Gemeinden von Jehovas Zeugen (in deutscher und russischer Sprache). Den beiden Gemeinden gehören etwa 140 Gläubige an.

### Sport

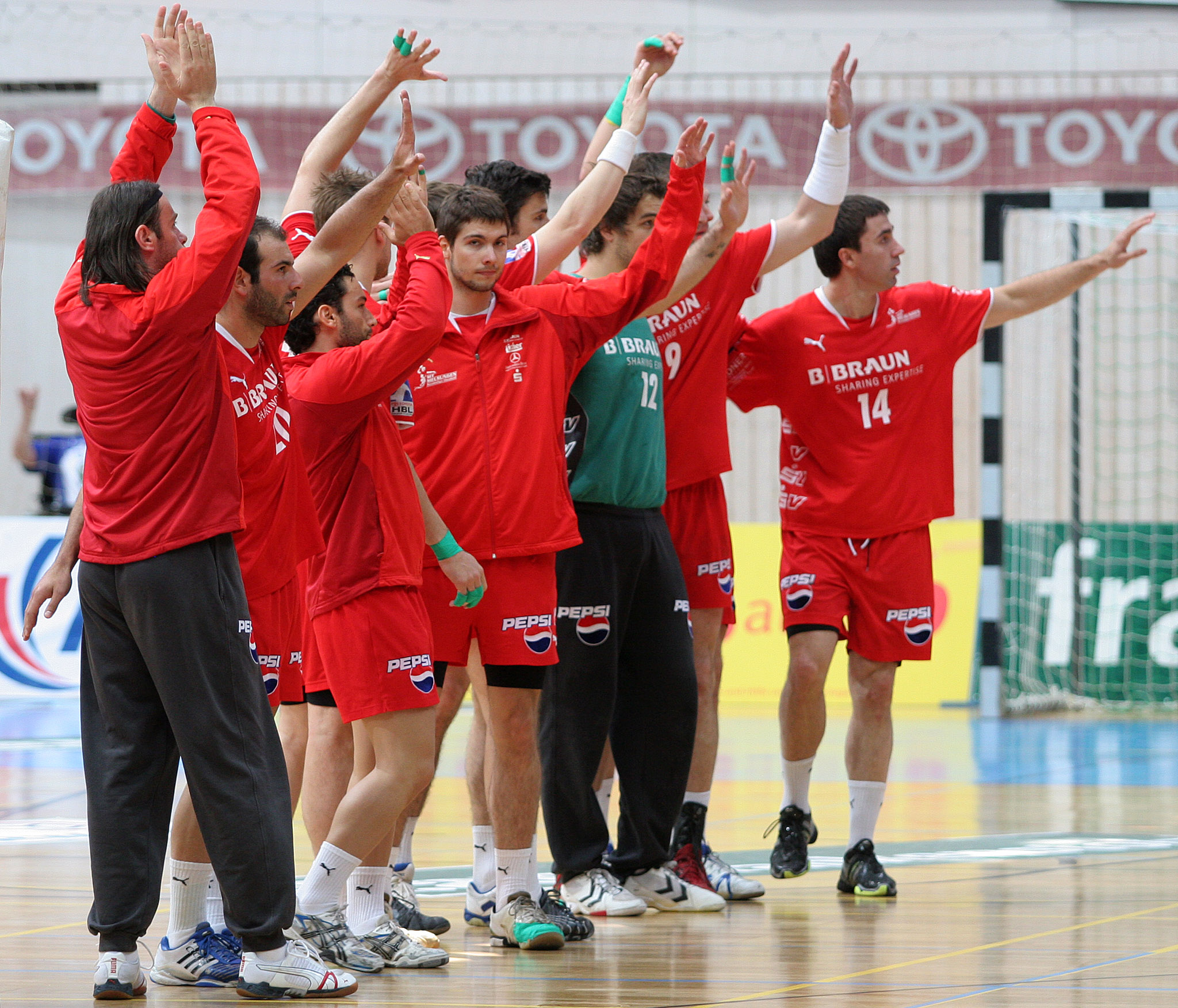
Spieler der MT Melsungen vor einem Bundesligaspiel im Mai 2009

Der Vereinssport im Landkreis wird von zwei Sportkreisen verwaltet. Für das Gebiet des Altkreises Ziegenhain ist der Sportkreis Schwalm zuständig, für das Gebiet der beiden Altkreise Fritzlar-Homberg und Melsungen der Sportkreis Fulda-Eder. Dieser Sportkreis wurde im Mai 2006 aus den ehemals eigenständigen Sportkreisen Fritzlar-Homberg und Melsungen gebildet. Der Sportkreis Schwalm war bislang nicht für einen Zusammenschluss bereit. Insgesamt sind 71.417 Personen in 343 Sportvereinen aktiv. Die nach der Zahl aktiver Teilnehmer mit Abstand beliebteste Sportart ist Fußball. Danach folgen Turnen, Schießen, Tennis und Tischtennis. Es gibt folgende Sport- und Freizeitanlagen: 81 Sporthallen, 220 Sportplätze, 24 Frei-, sechs Natur- und zehn Hallenbäder, 50 Tennisanlagen, sechs Tennishallen, 19 Reitsporthallen, 79 Schießstände, drei Langlaufloipen und ein Golfplatz.
Auf Vereinsebene wurde der SC Neukirchen überregional bekannt, als er von 1995 bis 1999 in der damals drittklassigen Fußball-Regionalliga spielte. 1985, 1995 und 1997 gewann die Mannschaft zudem den Hessenpokal. Heute spielt der SC Neukirchen in der siebtklassigen Gruppenliga Kassel. Die derzeit am höchsten spielende Mannschaft ist der 1. FC Schwalmstadt, der in der Saison 2010/11 in der fünftklassigen Fußball-Hessenliga startet. Aus dem Schwalm-Eder-Kreis stammen die ehemaligen Profifußballer Tobias Damm (1. FSV Mainz 05), Hans-Dieter Diehl (1. FC Kaiserslautern und KSV Baunatal), Thomas Freudenstein (KSV Hessen Kassel), Gerhard Grau (KSV Baunatal und Hertha BSC). Aktuell spielen Sören Gonther (SC Paderborn) in der 2. Fußball-Bundesliga und die polnische Nationalspielerin Marlene Kowalik (SG Essen-Schönebeck) in der Fußball-Bundesliga der Frauen.
Im Nordkreis ist Handball sehr verbreitet. Das sportliche Aushängeschild des Schwalm-Eder-Kreises ist der Handballverein MT Melsungen, der seit 2005 in der Handball-Bundesliga spielt. Dort landete die MT stets in der unteren Tabellenhälfte. Auch die HSG Gensungen/Felsberg ist überregional erfolgreich. Insgesamt 15 Jahre spielte sie in der 2. Bundesliga, ehe sie 2008 abstieg. Der Vorgängerverein TSV Jahn Gensungen hatte in den 1980er Jahren ein Jahr in der ersten Liga gespielt. Die SG 09 Kirchhof aus dem Melsunger Stadtteil Kirchhof spielte von 1977 bis 1979 und von 2004 bis 2006 insgesamt vier Jahre in der Handball-Bundesliga der Frauen. Heute ist sie ebenso wie die SV Germania Fritzlar in der Südwest-Staffel der drittklassigen Regionalliga aktiv.
Im Tischtennis waren die Damen der Homberger TS erfolgreich. Sie spielten ab 2004 in der 1. Bundesliga und gewannen 2006 den ETTU Cup. 2007 wurde die Mannschaft in die zweite Liga zurückgezogen.

### Regelmäßige Veranstaltungen

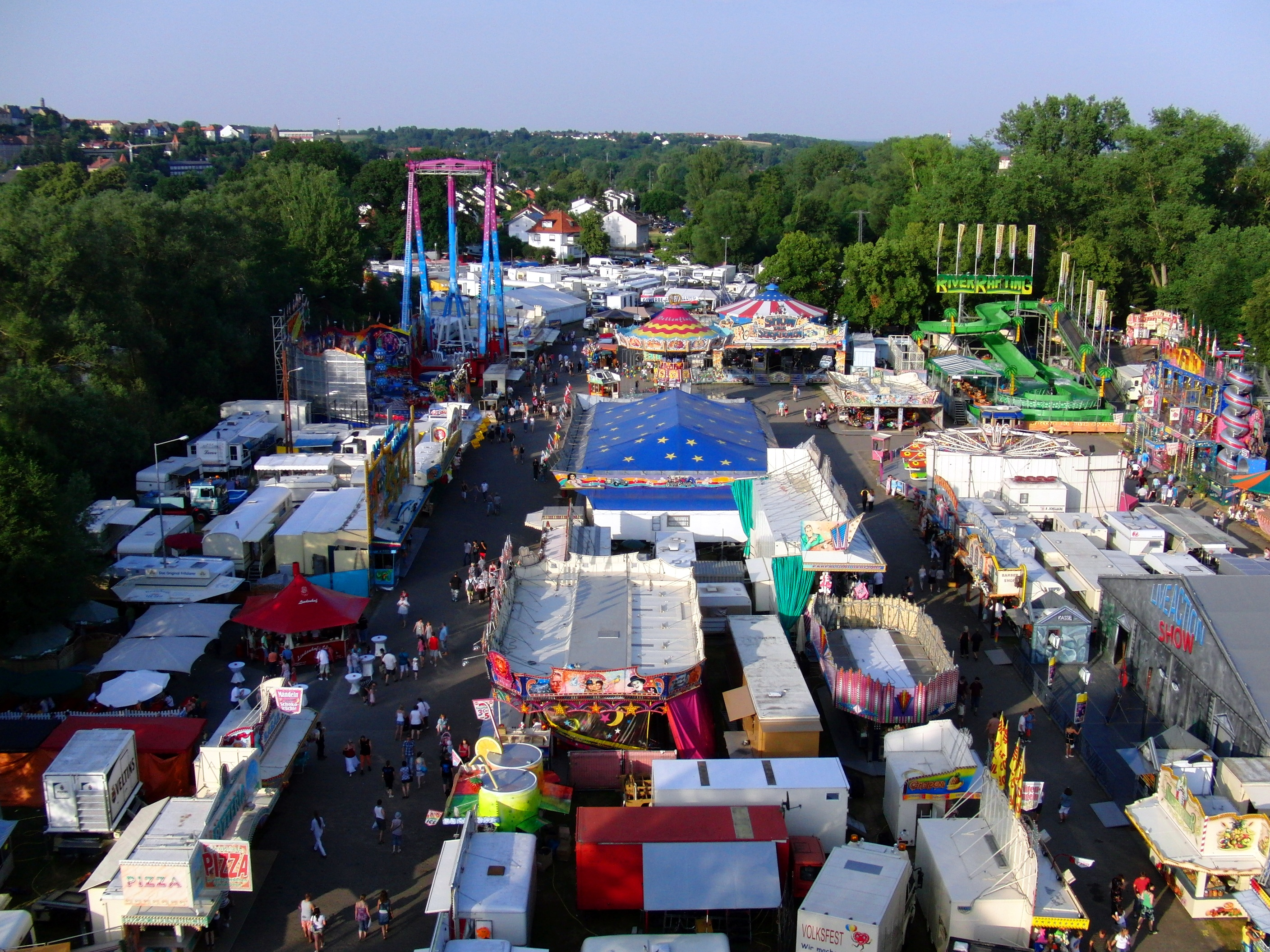
Der Pferdemarkt in Fritzlar 2010

In der Karnevalszeit werden in vielen Orten Karnevalssitzungen veranstaltet, in Fritzlar findet zudem der einzige Rosenmontagszug des Landkreises statt. Im Mai finden in vielen Orten Maibaumfeste, in der Homberger Altstadt ein Maimarkt statt. An Christi Himmelfahrt wird in Frielendorf seit 1694 jährlich der Himmelfahrtsmarkt veranstaltet. An Pfingsten findet neben einigen Pfingstmärkten seit dem 18. Jahrhundert traditionell auch die Ziegenhainer Salatkirmes statt.
Im Sommer finden die meisten Feste statt: In Bad Zwesten, Borken und Oberaula gibt es Lichterfeste, Stadt- und Heimatfeste werden in Borken, Edermünde, Fritzlar, Gudensberg, Homberg/Efze, Melsungen, Neuental, Niedenstein, Schwalmstadt und Spangenberg veranstaltet. Die größten sind der Fritzlarer Pferdemarkt im Juli und die Treysaer Hutzelkirmes im August.
Im Rahmen des Kulturprogramms Nordhessischer Kultursommer finden zahlreiche Konzerte und Veranstaltungen an Orten wie vor dem Fritzlarer Dom, dem Kurhaus in Bad Zwesten und in der Totenkirche in Treysa statt. In den kleineren Orten feiern Dorfgemeinschaften Backhaus- oder Feuerwehrfeste. Neben den größeren Volksfesten sind in den Dörfern noch Wurzeln der nach der Kirchweihe benannten Dorfkirmes erhalten geblieben. Sie finden im Sommer in Festzelten und im Herbst in Sälen statt und werden meist von Jugendlichen aus den Dörfern, die sich in so genannten Burschenschaften zusammenfinden, organisiert.
Im Herbst gibt es Herbstmärkte, wie etwa in Jesberg. In der Adventszeit gibt es an unterschiedlichen Wochenenden in mehreren Orten Weihnachtsmärkte. Der jährlich stattfindende Hessentag fand bisher viermal in Städten des Landkreises statt: 1974 wurde er in Fritzlar veranstaltet, 1987 in Melsungen, 1995 in Schwalmstadt und 2008 in der Kreisstadt Homberg/Efze. 2024 soll er erneut in Fritzlar stattfinden.

## Wirtschaft und Infrastruktur

### Wirtschaft
Im Zukunftsatlas 2016 belegte der Schwalm-Eder-Kreis Platz 219 von 402 Landkreisen, Kommunalverbänden und kreisfreien Städten in Deutschland und zählte damit zu den Regionen mit „ausgeglichenem Chancen-Risiko-Mix“ für die Zukunft. Drei Jahre später verbesserte sich die Platzierung deutlich auf Platz 129 von 401 mit der Bewertung „leichte Chancen“.
Für die Wirtschaft des Schwalm-Eder-Kreises waren zunächst die Landwirtschaft und der Bergbau prägend. Im Zuge des Strukturwandels hat der Dienstleistungssektor den größten Raum eingenommen. Die etwa 7000 Betriebe im Landkreis sind überwiegend mittelständisch.
Etwa 73.500 Einwohner waren 2010 erwerbstätig. Davon waren 3,6 Prozent im landwirtschaftlichen Sektor tätig, 27,2 Prozent im industriellen Sektor und 69,3 Prozent im Dienstleistungssektor. Die Arbeitslosenquote beträgt 4,8 Prozent (Stand: August 2012). Der Anteil der arbeitslosen Bevölkerung liegt damit im Schwalm-Eder-Kreis unter der Quote Hessens, die 5,6 Prozent beträgt. Der Bundesschnitt liegt bei 7,1 Prozent.
|                                                          |
| Verteilung der Erwerbstätigen nach Sektoren (Stand 2010) |

#### Kreditinstitute
Im Schwalm-Eder-Kreis haben sieben Sparkassen, Volks- und Raiffeisenbanken ihren Sitz. So sind von den 50 Sparkassen im Sparkassen- und Giroverband Hessen-Thüringen (34 in Hessen, 16 in Thüringen) drei im Schwalm-Eder-Kreis ansässig (Borken, Schwalm-Eder und Schwalmstadt). Die Sparkassen wiesen 2011 eine gemeinsame Bilanzsumme von 2.472,796 Millionen Euro aus und beschäftigten 593 Menschen in 49 Geschäftsstellen. Vier Genossenschaftsbanken haben ihren Sitz im Schwalm-Eder-Kreis (Borken, Chattengau, Schwalm-Eder und Spangenberg-Morschen), sie wiesen per Ende 2010 eine gemeinsame Bilanzsumme von 1.195,391 Millionen Euro aus.

#### Landwirtschaft

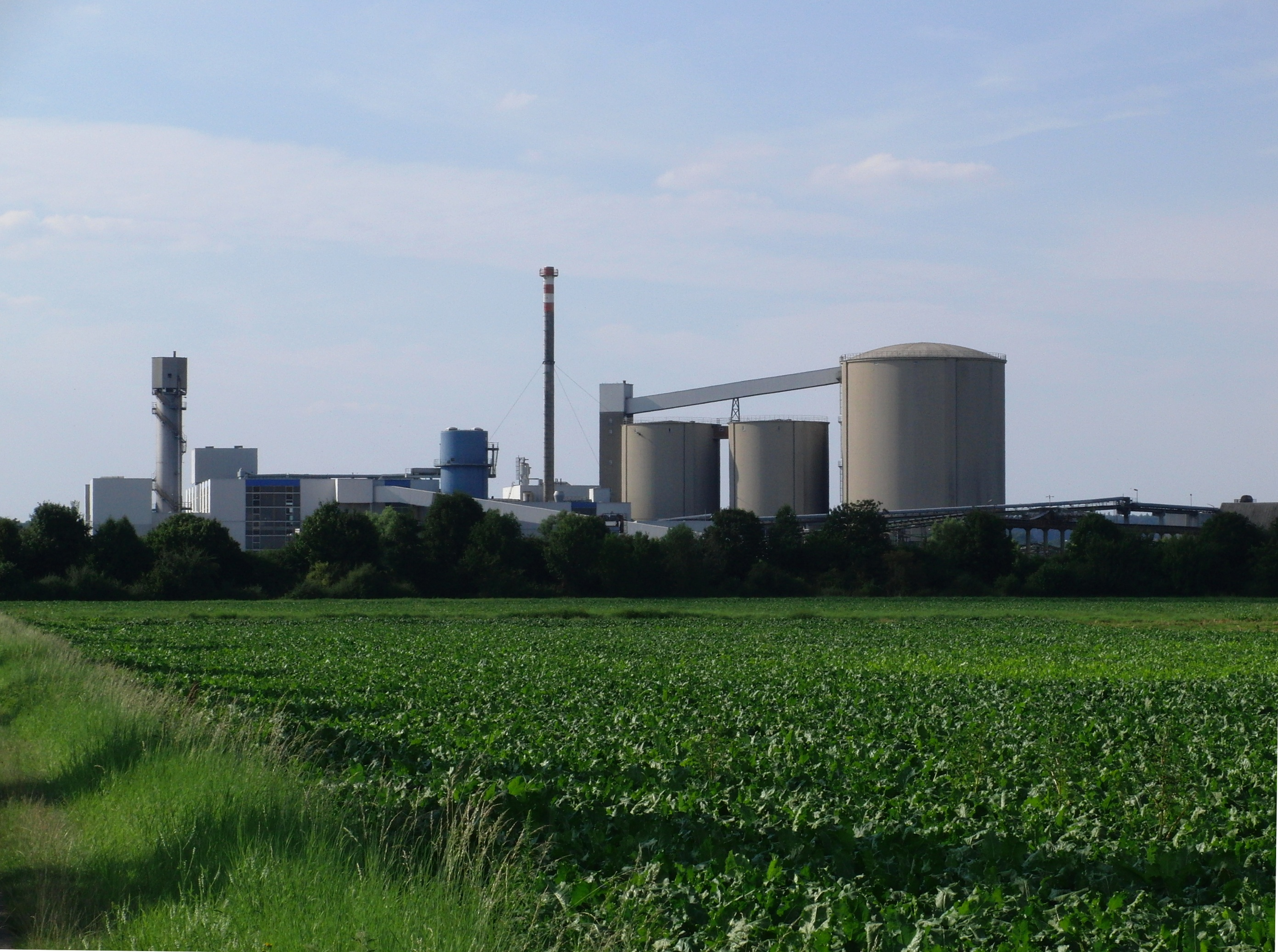
Die Zuckerfabrik in Wabern

Das Erscheinungsbild des Schwalm-Eder-Kreises wird nach wie vor durch die Landwirtschaft geprägt, wenngleich die Anzahl der Betriebe stetig zurückgeht. Ende der 1980er Jahre hatte es noch etwa 4.800 landwirtschaftliche Betriebe gegeben, heutzutage sind es nur noch etwa 1.800. Die landwirtschaftlich genutzte Fläche beträgt 76.522 ha, was etwa die Hälfte der gesamten Kreisfläche ausmacht. Einzig im Wetteraukreis ist der Anteil der landwirtschaftlichen Nutzfläche in Hessen größer. Den Großteil der Fläche bildet mit 77,3 Prozent Ackerland, den Rest bildet Dauergrünland.
Im Schwalm-Eder-Kreis waren 2010 etwa 2.500 Menschen im landwirtschaftlichen Bereich beschäftigt, was einem Anteil von 3,6 Prozent an der arbeitenden Bevölkerung ausmacht. Damit lag der Landkreis über dem Landesschnitt von 1,4 Prozent und dem Bundesschnitt von 2,1 Prozent.
Im Schwalm-Eder-Kreis wird hessenweit das meiste Getreide geerntet: Mit 259.978 Tonnen geerntetem Getreide lag der Landkreis 2007 deutlich vor dem Wetteraukreis mit 185.236 Tonnen. Weizen macht mit 165.846 Tonnen die größte Menge aus und ist auch die unter den hessischen Landkreisen größte Weizenernte. Auch die 77.718 Tonnen Gerste sind hessenweit die größte Menge. Die übrigen geernteten Getreidesorten sind Roggen und Triticale.
Prägend für die Landwirtschaft im Schwalm-Eder-Kreis sind außerdem Zuckerrüben und Silomais. Mit 165.304 Tonnen Zuckerrüben stellte der Landkreis 2007 nach dem Wetteraukreis die zweitgrößte Ernte in Hessen. Silomais machte 126.056 Tonnen der Ernte aus, was nur durch die Ernte im benachbarten Landkreis Waldeck-Frankenberg geschlagen wird. Die Kartoffelernte ist mit 6.362 Tonnen im Vergleich zu den südhessischen Landkreisen (vgl. Regierungsbezirk Darmstadt), in denen fast 30.000 Tonnen Kartoffeln geerntet werden, eher klein. Auf dem Böddiger Berg bei Felsberg befindet sich die nördlichste Weinlage Hessens. Die Weinernte wird im Staatsweingut in Eltville am Rhein gekeltert.
Im Schwalm-Eder-Kreis gibt es 775 Betriebe mit Rindvieh und 1.057 mit Schweinen. Insgesamt 33.184 Rinder und 171.214 Schweine werden dort gehalten.

#### Bundeswehr
Der Heeresflugplatz Fritzlar wird von der Division Schnelle Kräfte genutzt. Hier ist das dazugehörige Kampfhubschrauberregiment 36 stationiert. Bei der Knüll-Kaserne in Schwarzenborn befindet sich ein Truppenübungsplatz. Die Kaserne selbst ist Standort des Jägerbataillons 1.

#### Industrie
Neben der Landwirtschaft wurde der Schwalm-Eder-Kreis lange Zeit vom Bergbau geprägt. In den Städten Borken, Felsberg und Homberg sowie in den Gemeinden Frielendorf und Neuental wurde ab dem 19. Jahrhundert Braunkohle gefördert. In Mardorf bei Homberg und in Bad Zwesten wurde Eisenerz abgebaut. In Ostheim wurde zudem bis 1967 Basalt abgebaut. Bis in die 1950er und 1960er Jahre wurde in den Zechen Braunkohle gefördert, danach der Abbau meist aus wirtschaftlichen Gründen eingestellt, denn die Region galt als ausgekohlt oder der weitere Abbau als nicht rentabel.
Nach dem Grubenunglück von Stolzenbach im Juni 1988 wurde der Bergbau im Schwalm-Eder-Kreis eingestellt. Die ehemaligen Tagebaugruben wurden vielerorts bewusst rekultiviert oder der Natur überlassen.
Im Zuge des Strukturwandels hat sich die Industrielandschaft des Landkreises verändert. In Melsungen und Spangenberg gibt es Unternehmen der Chemie- und Pharmaindustrie. Mit der B. Braun Melsungen AG und der Solupharm GmbH sind in Melsungen zwei Betriebe vertreten, die medizinische Geräte wie Kanülen und Glasampullen herstellen. Die Vola Plast KG im benachbarten Spangenberg ist ebenso in der Kunststoffindustrie tätig wie Merkel Freudenberg Fluidtechnik GmbH und die Horn & Bauer GmbH & Co. KG in Schwalmstadt. Die Stadt ist Hauptsitz des im Bereich Maschinenbau tätigen Unternehmens Konvekta und des Schuhherstellers Rohde Schuhe. Im Bereich der Lebensmittelindustrie betreibt die Südzucker AG die Zuckerfabrik in Wabern, die von 700 Bauern aus Nordhessen und Südniedersachsen mit Zuckerrüben beliefert wird. Der Nahrungsmittelhersteller Hengstenberg hat einen Standort in Fritzlar, in dem er Sauer- und Weinessigprodukte herstellt.

#### Tourismus

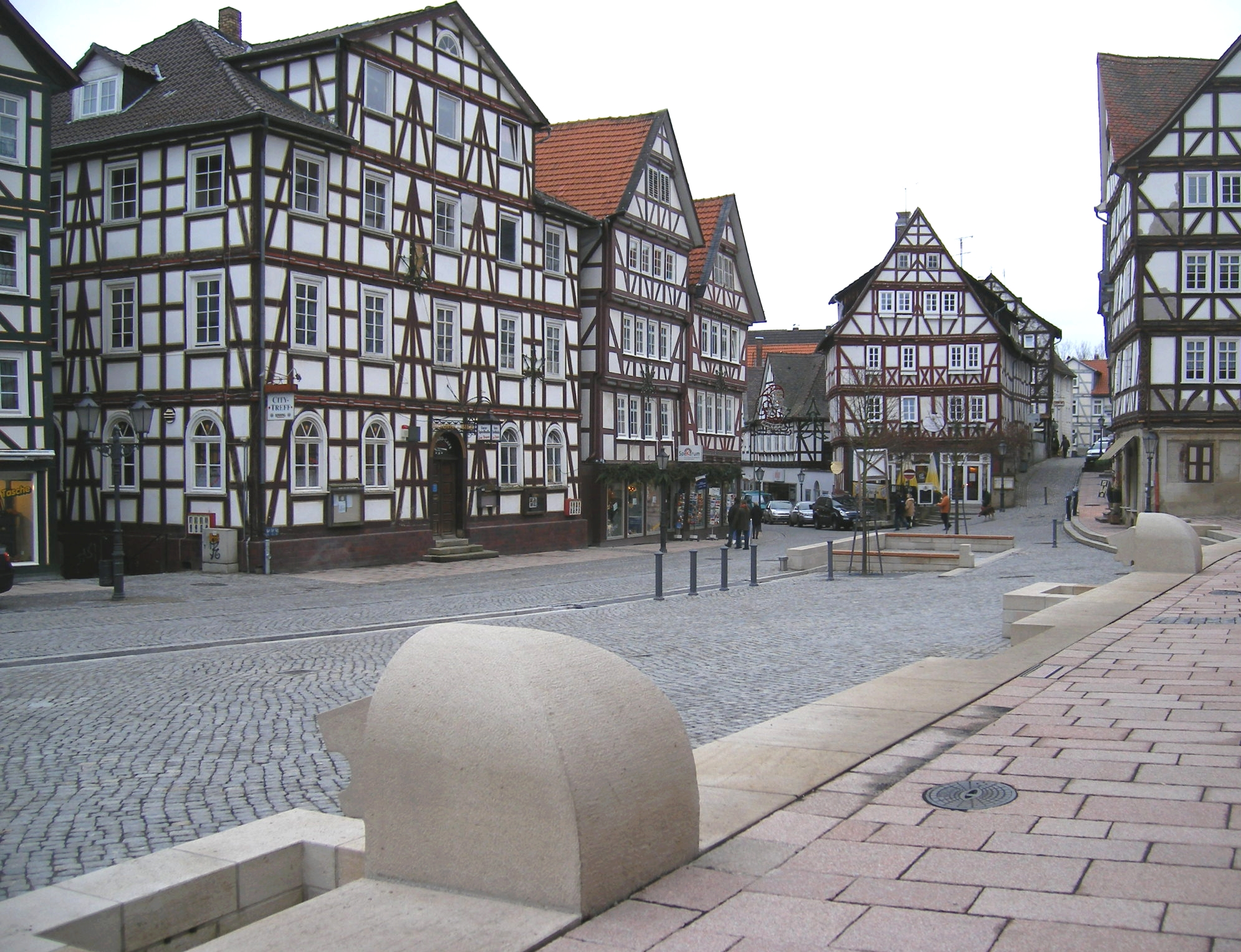
Fachwerkhäuser am Marktplatz in Homberg (Efze)

Ein mittlerweile bedeutender Wirtschaftszweig im Schwalm-Eder-Kreis ist der Tourismus. Der Landkreis ist mit seiner gewellten Hügellandschaft als Wander- und Radfahrregion geeignet. Der Fulda-Radweg (R1) sowie die Radfernwege R4 und R5 durchqueren ihn. Ein regionaler Weg ist der Schwalm-Radweg. Ein beliebter Wanderweg ist der Elisabethpfad, der auf seiner Strecke zwischen Eisenach und Marburg einmal quer durch den Landkreis führt. Mit Bad Zwesten gibt es einen Kurort, der über eine Heilquelle verfügt. Daneben gibt es zahlreiche Luftkurorte wie Frielendorf oder Neukirchen. Am Silbersee bei Frielendorf gibt es neben einem Feriendorf mit dem Silbersee Bob auch einen Freizeitpark mit Sommerrodelbahn. Die Kleinstädte Fritzlar, Homberg, Melsungen, Schwalmstadt und Spangenberg werben mit ihrer ausgeprägten Fachwerkarchitektur im Stadtkern und sind Teil der Deutschen Fachwerkstraße. Im Knüllgebirge kann Wintersport betrieben werden: Bei Schwarzenborn und bei Oberaula-Olberode gibt es Langlaufloipen, in Neukirchen eine Skipiste mit Schlepplift. Am Rande des Knülls auf dem Gebiet von Homberg liegt der 1968 gegründete Wildpark Knüll, der auf 50 Hektar 450 Tiere von 40 heimischen Arten in verschiedenen Gehegen präsentiert.
Mehrere Orte liegen an der Deutschen Märchenstraße und zeigen Figuren und Orte aus Märchen, die ihren Ursprung in der Region haben sollen. Städte und Gemeinden aus der Schwalm und dem Knüllgebirge schlossen sich deshalb zum Rotkäppchenland zusammen und präsentieren Orte, an denen die Brüder Grimm ihre Märchen gesammelt haben. Namensgebend ist das Märchen Rotkäppchen. Der Legende nach sollen die Brüder beim Anblick der Schwälmer Tracht, zu der auch der rote Schnatz als Kopfbedeckung zählt, zu dem Märchen inspiriert worden sein, was allerdings als unwahrscheinlich gilt.
2009 gab es in 139 Beherbergungsbetrieben über 7.000 Betten. Den Großteil der 658.489 Übernachtungen stellten dabei Urlauber aus Deutschland. Der Anteil von ausländischen Urlaubern lag bei 6,3 Prozent. Die Gäste bleiben durchschnittlich 3,3 Tage im Landkreis. Mit einer Auslastung von 24,8 Prozent hat der Schwalm-Eder-Kreis nach der Stadt Kassel die zweitschlechteste durchschnittliche Gästebettenbelegung im Regierungsbezirk Kassel.

### Verkehr

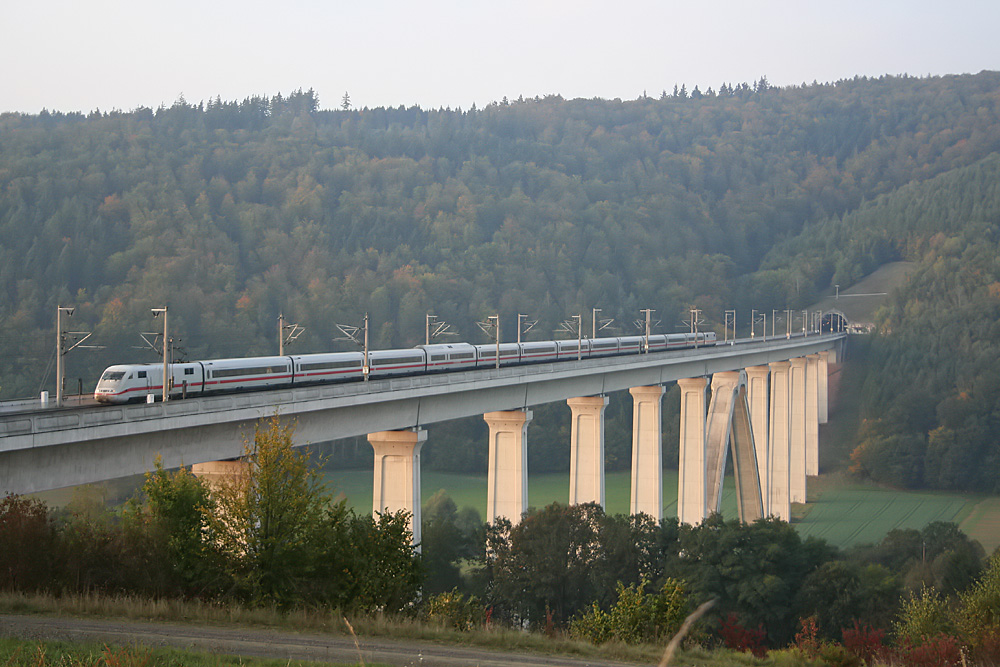
Die Pfieffetalbrücke beim Melsunger Stadtteil Adelshausen

Der Schwalm-Eder-Kreis wird von der längsten deutschen Autobahn, der Bundesautobahn 7, in Nord-Süd-Richtung durchkreuzt. In gleicher Richtung verläuft auch die A 49, die Kassel mit dem Landkreis verbindet. Die Strecke endet in Schwalmstadt-Treysa. Die Bundesautobahn 5 verläuft durch den südlichsten Zipfel des Landkreises.
Gegen den geplanten Anschluss an die Bundesautobahn 5 von Gießen über Lemgo und Löhne nach Bremen gibt es seit Ende der 1970er Jahre Widerstand aus der Bevölkerung, die Zweifel am Nutzen der Autobahn haben und vor negativen Folgen für die Umwelt warnen.
Der Weiterbau der A 49 ist so gut wie bei jeder Bundes- und Landtagswahl Thema im südlichen Landkreis. Im Oktober 2010 wurde bekannt, dass der Bund 60 Millionen Euro der nötigen 187 Millionen Euro zur Verfügung stellt, um mit dem Bau eines fast zwölf Kilometer langen Bauabschnitts bis Schwalmstadt zu beginnen. Die Kosten für die gesamte Strecke von 42 Kilometern belaufen sich auf schätzungsweise 500 Millionen Euro.
Sieben Bundesstraßen laufen durch den Landkreis. Die Bundesstraße 3, die zweitlängste Bundesstraße Deutschlands, durchquert ihn in Nord-Süd-Richtung wie auch die Bundesstraße 254, die bei Felsberg beginnt. Im Norden des Kreises ist die Bundesstraßendichte höher als im Süden. Bei Melsungen beginnen die B 253, die durch den Nordkreis Richtung Dillenburg verläuft, und die B 487 Richtung Hessisch Lichtenau. Die B 450 führt von Bad Arolsen nach Fritzlar. Durch den Südkreis verläuft zudem die B 454.
Der Schwalm-Eder-Kreis liegt im Versorgungsbereich des Nordhessischen Verkehrsverbundes und hat mit Treysa und Wabern zwei Intercity-Haltepunkte. Sie liegen an der Main-Weser-Bahn, die Kassel mit Frankfurt verbindet, und hält außerdem an den Bahnhöfen in Grifte, Wolfershausen, Altenbrunslar, Gensungen, Singlis, Borken, Zimmersrode und Wiera. Weitere Verbindungen sind die Friedrich-Wilhelms-Nordbahn zwischen Kassel und Bebra und die letzte noch betriebene Teilstrecke der einstigen Ederseebahn zwischen Wabern und Bad Wildungen. Die Kellerwaldbahn, die Knüllwaldbahn, Teile der Kanonenbahn und die Grifte-Gudensberger Kleinbahn sind seit mehreren Jahren stillgelegt und zum Teil abgebaut worden. Die Schnellfahrstrecke Hannover–Würzburg kreuzt den Landkreis im Nordosten, hat dort aber keinen ICE-Bahnhof.
Auf dem Mosenberg in Homberg, dem Segelfluggelände Der Ring in den Dammwiesen bei Ziegenhain und bei Grifte gibt es Flugplätze für Segelflugzeuge.

### Bildung

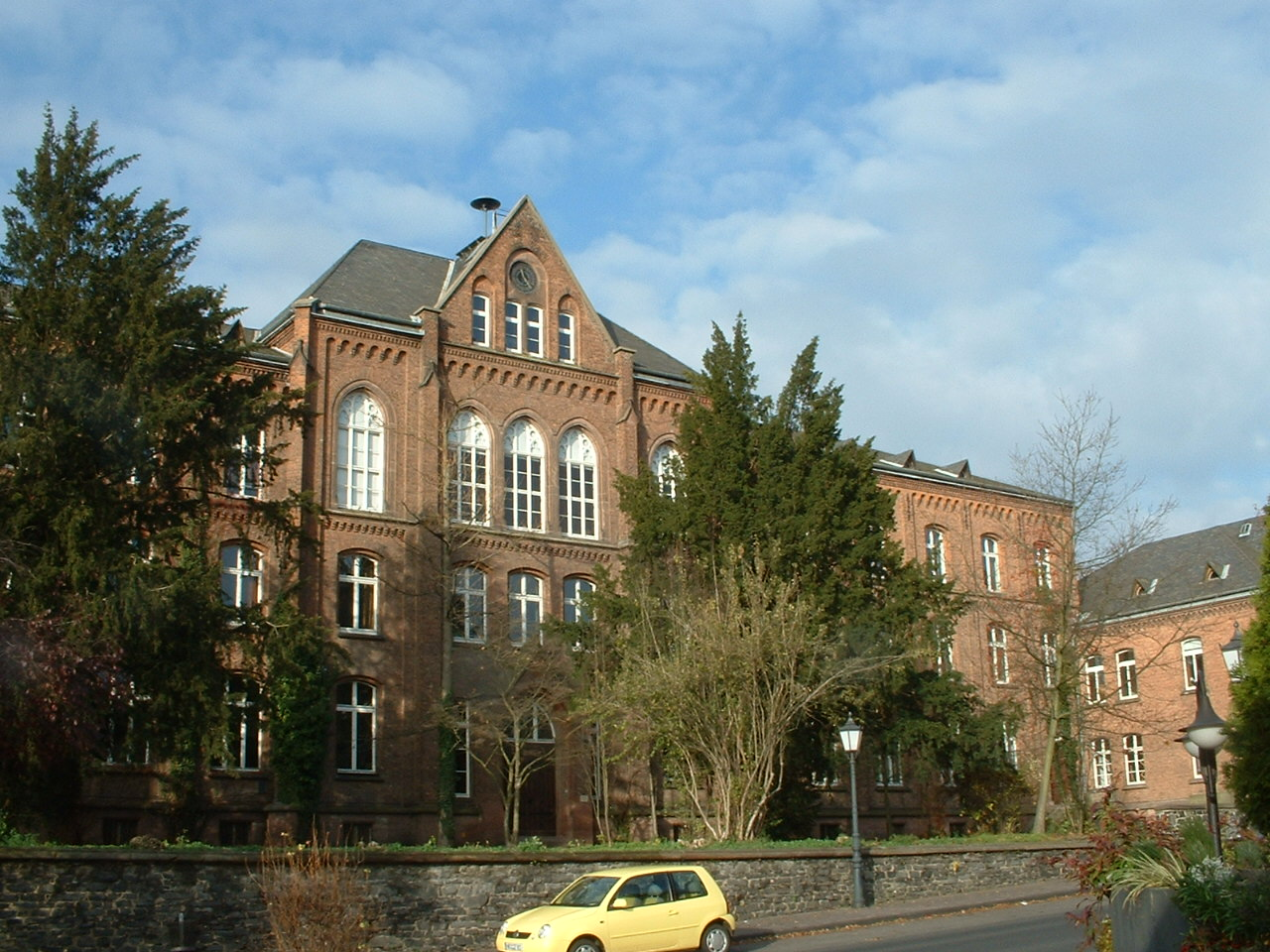
Die Theodor-Heuss-Schule in Homberg (Efze)

Im Schwalm-Eder-Kreis befinden sich insgesamt 64 kreiseigene Schulen (70 Standorte) mit rd. 18.500 Schülerinnen und Schülern. Darunter zwölf Förderschulen, 45 Grundschulen, vier Realschulen vier Gymnasien und acht Gesamtschulen. (Stand 2025)
Darüber hinaus gibt es eine Volkshochschule und zwei Musikschulen.

### Medien
In der Region Nordhessens ist die Hessische/Niedersächsische Allgemeine die auflagenstärkste regionale Tageszeitung. Im Schwalm-Eder-Kreis verfügt sie mangels anderer regionaler Tageszeitungen über eine Monopolstellung. Es gibt drei lokale Ausgaben: Die Fritzlar-Homberger Allgemeine hat Redaktionsstandorte in Fritzlar und Homberg, die Melsunger Allgemeine in Melsungen und die Schwälmer Allgemeine in Schwalmstadt.
Die Extra Tip Mediengruppe veröffentlicht zweimal pro Woche Lokalzeitungen in Nordhessen. Am Wochenende ist dies der Schwälmer Bote im Süden und der Extra Tip im Rest des Kreises. In der Wochenmitte erscheinen in den Kreisteilen Borken, Fritzlar und Melsungen die Heimatnachrichten, im Raum Homberg der Homberger Anzeiger und im Süden der Schwälmer Bote.
1976 fanden im Schwalm-Eder-Kreis Dreharbeiten für den Fernsehdreiteiler Der Winter, der ein Sommer war statt. Der Film thematisiert den Soldatenhandel unter Landgraf Friedrich II. von Hessen-Kassel anlässlich des Amerikanischen Unabhängigkeitskrieges und war als Beitrag zur 200-Jahr-Feier der amerikanischen Unabhängigkeit gedacht. Regie führte Fritz Umgelter, in den Hauptrollen waren Günter Strack, Christian Quadflieg und Sigmar Solbach zu sehen. Von der nordhessischen Bevölkerung wurde bemängelt, dass die Personen im Film nicht den regionalen Dialekt, sondern Südhessisch sprachen.

## Kfz-Kennzeichen
Am 1. Januar 1974 wurde dem neugebildeten Schwalm-Eder-Kreis das Kfz-Kennzeichen HR zugewiesen. Es wird durchgängig bis heute ausgegeben und ersetzte die zuvor ausgegebenen Kennzeichen FZ (für den einstigen Kreis Fritzlar-Homberg), MEG (für den einstigen Kreis Melsungen) und ZIG (für den einstigen Kreis Ziegenhain).
Bis in die 1990er Jahre erhielten Fahrzeuge aus den verschiedenen Teilkreisen spezifische Buchstaben:
- Teilkreis Fritzlar: A, C, E, H, J, K, AA – AE, CA – CZ, EA – EE, HA – HE, JA – JE, KA – KY
- Teilkreis Homberg: D, L, AH – AZ, DA – DZ, EH – EZ, HH – HZ, JH – JZ, LA – LZ
- Teilkreis Melsungen: M – T, MA – TZ
- Teilkreis Ziegenhain: U – Z, UA – ZZ

Die Altkennzeichen FZ, MEG und ZIG werden aufgrund der Kennzeichenliberalisierung seit dem 16. März 2015 wieder ausgegeben.